# Fondazioni siracusane nell'alto Adriatico
Le fondazioni siracusane nell'alto Adriatico risalgono al principio del IV secolo a.C., quando a guidare il governo della polis aretusea vi era Dionisio I. I rapporti tra Sicelioti e popolazioni adriatiche (costiere, lagunari e dell'entroterra) sono rintracciabili in numerose fonti antiche. Si instaurarono solidi legami commerciali e culturali che continuarono almeno fino alla caduta dei due Dionisii.

## Regione geografica interessata

### Emilia-Romagna, Veneto

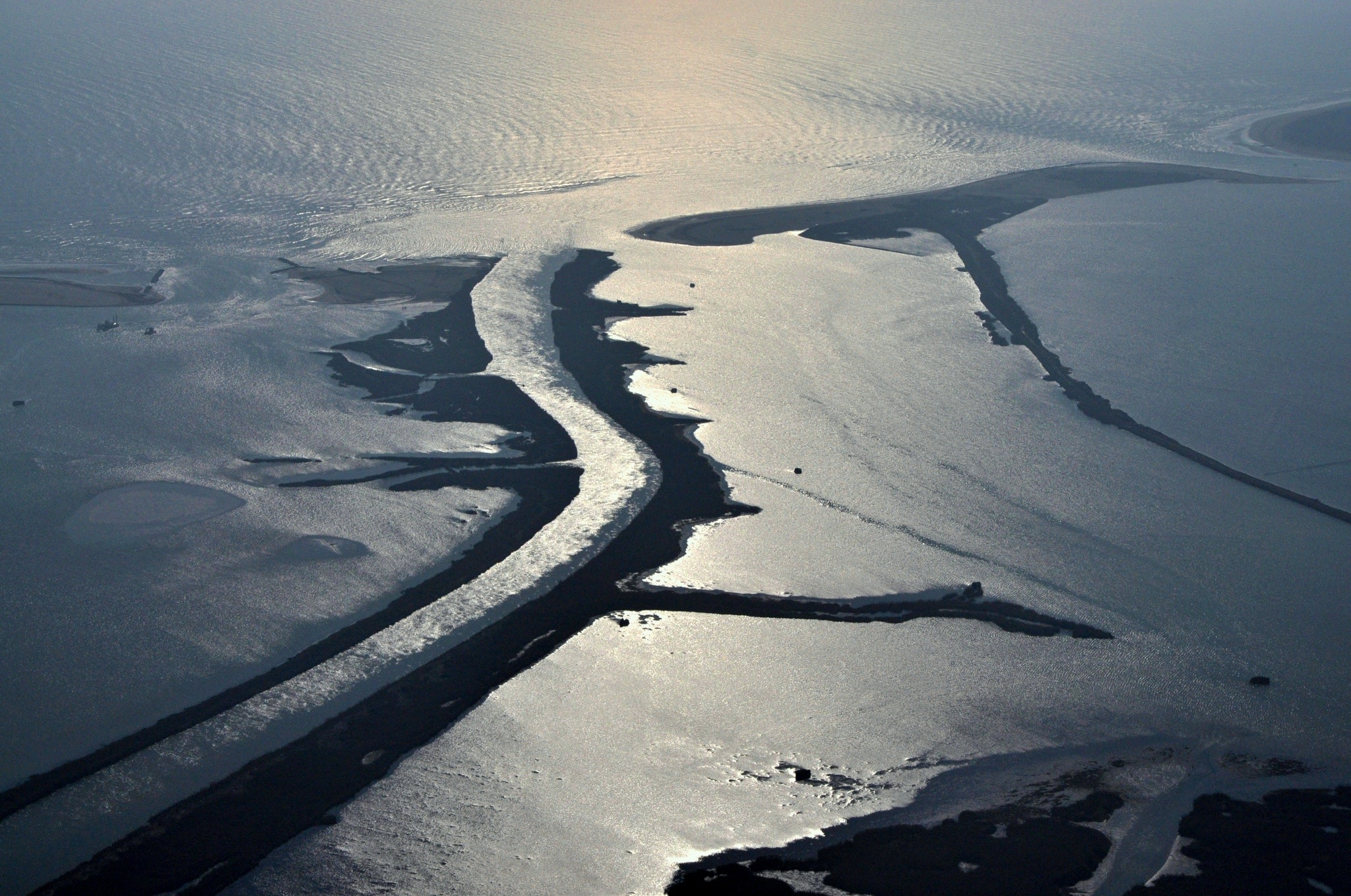
Il Po e l'Adriatico presso Porto Tolle

La regione geografica alto adriatica che vide la venuta degli antichi Siracusani comprende parte dell'odierno territorio orientale del Veneto e dell'Emilia-Romagna. In tale contesto geografico si inserisce la talassocrazia, più che la colonizzazione, della polis siceliota di madrepatria dorico-corinzia.
I Siracusani vi giungevano dopo aver posto sotto il loro controllo gran parte del mar Siculo e del mar Ionio, aver domato gli Etruschi del mar Tirreno e aver colonizzato punti strategici della parte orientale del basso e medio Adriatico (antiche Illiria e Dalmazia, corrispondenti alle attuali Croazia e Albania). Nella parte occidentale del medio Adriatico i Siracusani si erano già insediati nella costa delle Marche, fondando la polis di Ankón (odierna Ancona); la più vicina alla zona emiliano-veneta.
L'area adriatica settentrionale interessata dalla presenza siracusana è essenzialmente quella del delta del Po, ma poiché questo delta è notevolmente mutato geograficamente, risulta che alcuni dei luoghi navigati e percorsi dai Greci di Sicilia si trovino odiernamente anche a molta distanza dal mare.

## Le genti che popolavano l'Alto Adriatico

### Prima dell'arrivo dei Greco-Sicelioti e degli Etruschi
I primi abitatori dell'intera valle del Po (dalla parte occidentale a quella orientale) si sostiene furono i Liguri. Da un'interessante notizia di Plinio il Vecchio si viene a conoscenza che la bassa Padana (area del ravennate e del ferrarese), insieme all'area delle Marche e dell'Abruzzo, fu nei tempi più antichi un dominio di Siculi e Liburni (forse autoctoni della penisola italica o parte dei popoli del Mare)
(Plinio, Naturalis historia, III, 112.)

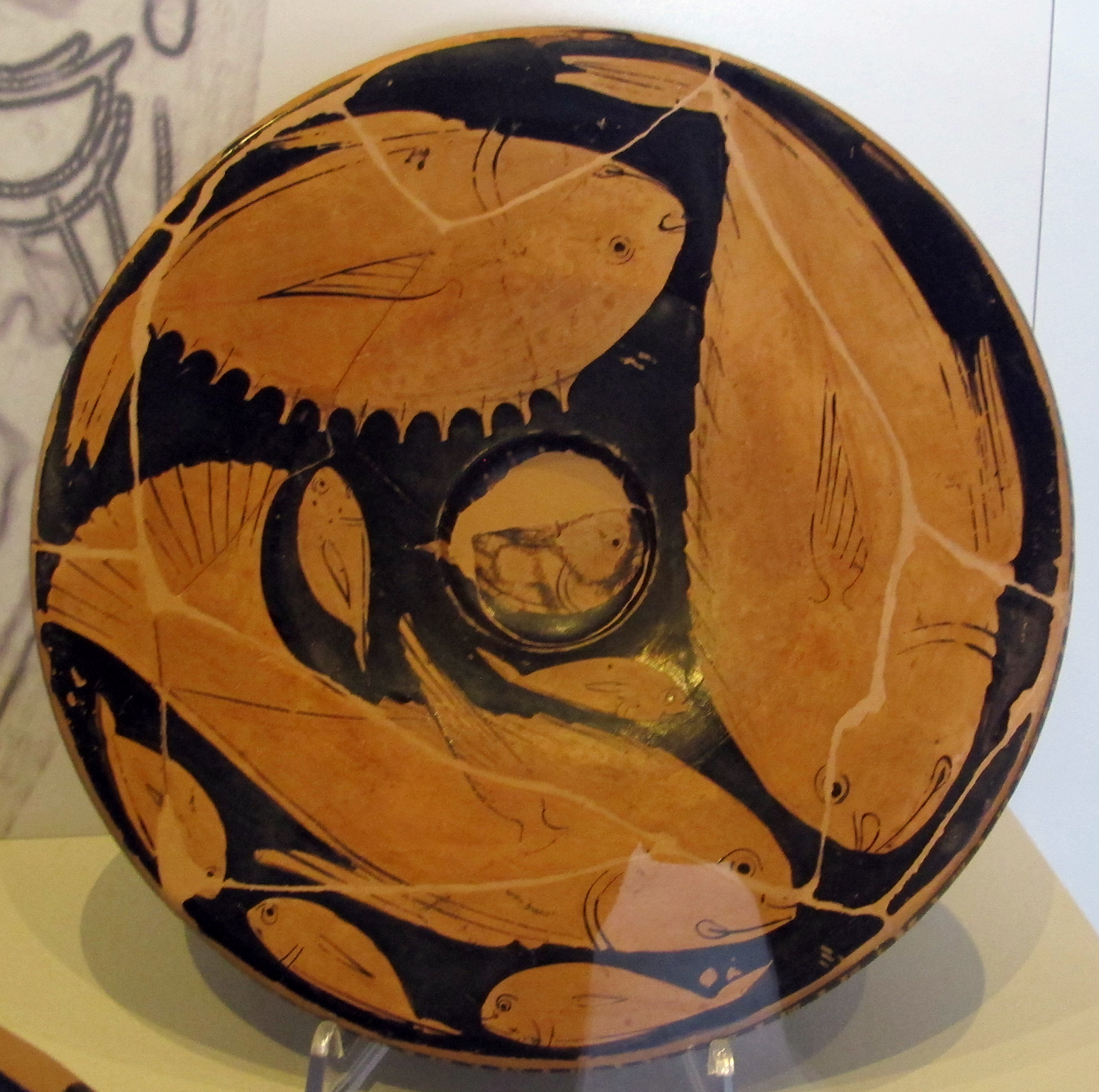
Piatto greco con figure di pesci, rinvenuto a Spina e risalente ai primi decenni dionisiani adriatici: 390-380 a.C.

Secondo Filisto di Siracusa i Siculi erano in principio dei Liguri, staccatisi da essi per seguire il capo Sikélos; il noto condottiero che secondo la matrice antiochea era un Enotre esiliato da Roma (quando la città ancora non si chiamava Roma), mentre secondo la matrice filistina egli era un Ligure in fuga con il suo popolo, il quale era stato scacciato dalle proprie terre originarie (site nel medio e alto Adriaitico) da Umbri e Pelasgi.
Con Filisto concorda in parte Plinio che nomina gli Umbri come cacciatori dei Siculi dall'Adriatico, ma non i Pelasgi. Diodoro Siculo invece ricorda i Pelasgi e stanzia questi protogreci esattamente nella valle del Po. La versione di Diodoro è confermata da Dionigi di Alicarnasso che racconta di come i Pelasgi, provenienti dall'Epiro (dove si erano recati per consultare l'oracolo di Dodona) in cerca dei Siculi fossero stati sospinti da una tempesta alla foce del fiume Po. Quindi essi si stanziarono a Spina e poi ridiscesero la penisola per adempiere l'esito oracolare (trovare i Siculi, allearsi con gli Aborigeni e cacciare l'ethnos che fu nell'Adriatico dalla Saturnia; la terra del Lazio).
Intorno al IX secolo a.C. giunsero nella parte nord-orientale della pianura i Veneti (che sarebbero originari dell'Asia Minore) e nel sito nel quale si insediarono, come nel resto della pianura Padana, si era già diffusa la cultura villanoviana (le cui prime tracce si fanno risalire al XII secolo a.C.)
Ad un'epoca successiva, molto più prossima a quella greca, risale invece l'espansione degli Etruschi nella pianura Padana (metà dell'VIII secolo a.C. e pieno VI secolo a.C.); preceduta comunque dai primi contatti degli Adriatici con la civiltà micenea in un arco di tempo anteriore al IX secolo a.C.

## Adria, il mare Adriatico e i canali fluviali dei Siracusani

### Adria: fondazione o possedimento siracusano

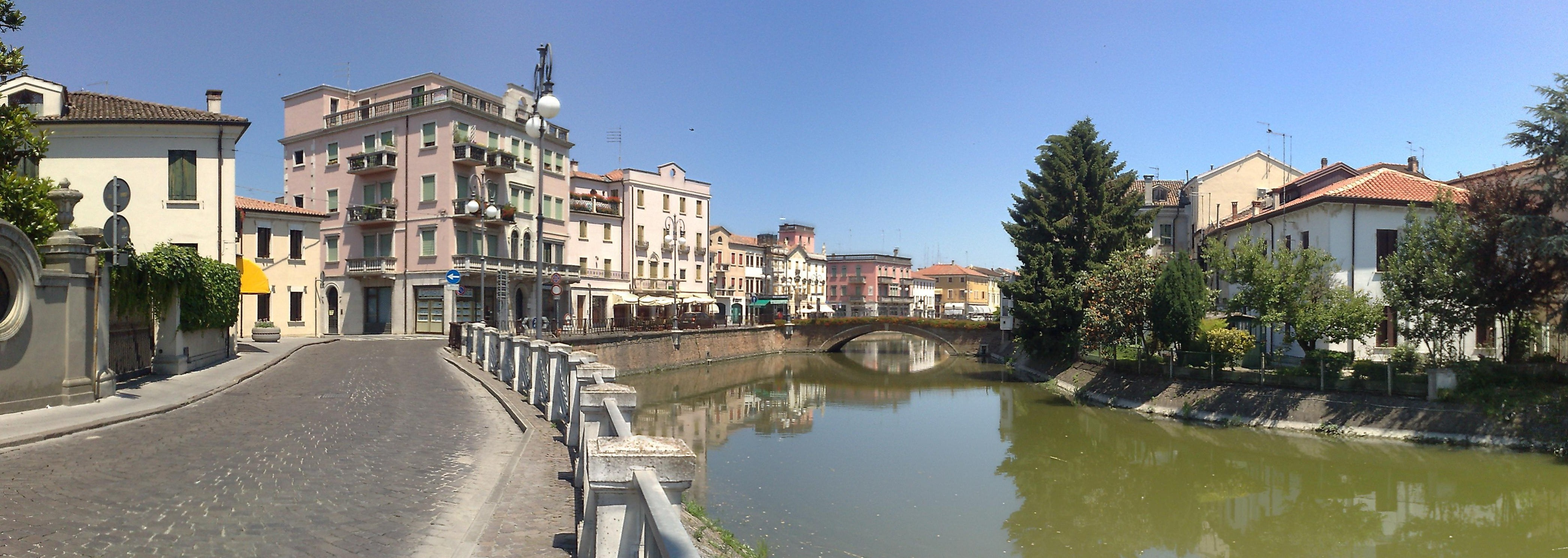
Il Canalbianco ad Adria, l'antica polis divenuta nel IV sec. a.C. principale sede portuale veneta dei Siracusani

Adria (in greco antico: Αδρίας?), secondo le antiche fonti derivate dall'Etymologicum Magnum (Ἐτυμολογικὸν Μέγα) e da Giovanni Tzetzes (Ἰωάννης Τζέτζης), fu una fondazione dei Sicelioti Siracusani fedeli alla tirannide di Dionisio I, in contrasto quindi con la fondazione di Ankón (Ancona) che, secondo Strabone, sarebbe stata opera di Siracusani ribelli alla tirannide dionisiana.
Tali fonti, esplicite ma tardive (basso impero bizantino di Costantinopoli), trovano supporto sia nella nota e ben documentata frequentazione dell'area adriatica da parte dei Siracusani del tempo dei due Dionisii e in altre fonti che, se pur molto meno esplicite di quelle sopra menzionate, sono più antiche e di chiara provenienza: afferma a tal proposito Stefano di Bisanzio (VI secolo) che vi erano due città chiamate Atria (altra forma antica del nome di Adria): una nella Tirrenia (principale sede del popolo etrusco, che i Greci chiamarono Τυρρηνοί, ovvero Tirreni), fondata dall'eroe greco e diffusore di civiltà in Adriatico, Diomede, e un'altra abitata da Galli Boi (ramo dei Celti).
La notizia fornita da Stefano di Bisanzio può avere diverse interpretazioni; tutte comunque utili al fine di fare chiarezza su una presenza siracusana nell'attuale area veneta: Stefano quando parla di un'Adria nella Tirrenia potrebbe riferirsi all'Adria che attualmente si trova nella pianura Padana, che un tempo vide il sorgere e il tramontare dell'Etruria padana; da qui il forte collegamento con gli Etruschi di cui Stefano ha serbato il ricordo nella sua notizia («nella Tirrenia» dice lo storico bizantino), ed informa anche che fu fondata da Diomede. I Siracusani sono concordemente riconosciuti come coloro che rivitalizzarono il culto di Diomede in Adriatico, per cui è molto plausibile che dietro questa "fondazione diomedea" si celi l'operato di Dionisio siracusano.

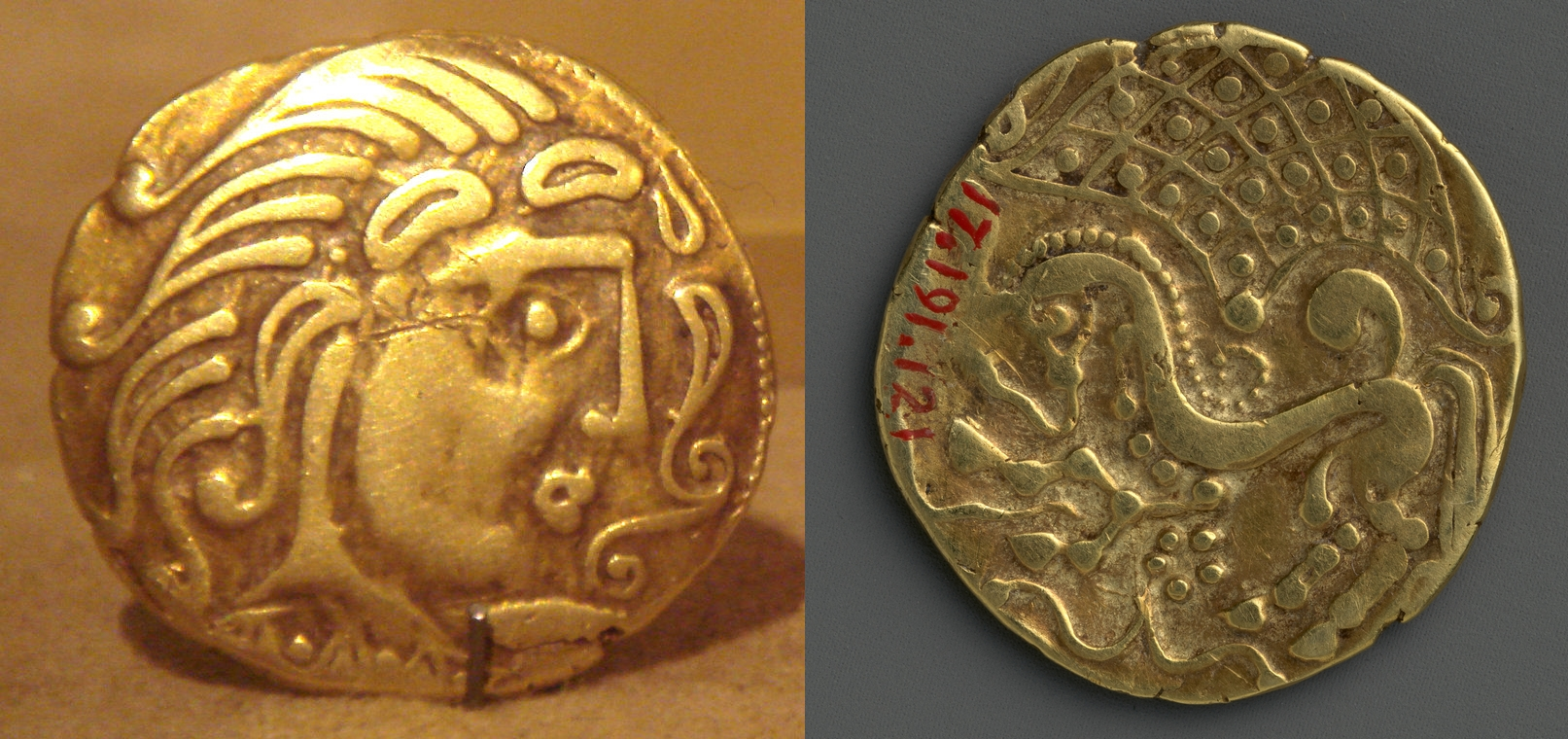
Moneta celtica di Parisi (futura Parigi) risalente al I sec. a.C.. I Galli iniziarono a coniare monete dopo essere venuti in contatto con i Greci: i simboli dei loro conii sono infatti di natura greca

Non va però trascurato l'importante dato, storicamente accertato, secondo il quale i Galli Boi si insediarono nella regione sotto il fiume Po, occupando principalmente parti emiliane: Piacenza, Bologna, che proprio da loro prese il nome, Marzabotto e forse alcune aree lombarde a sud del mantovano. Per cui anche se questi Galli non sono attestati nelle immediate vicinanze dell'Adria padana (la quale rientra pur sempre nei confini del loro contesto geografico, a differenza dell'area marchigiano-abruzzese), essa potrebbe essere divenuta in qualche episodio sconosciuto un loro possedimento. Anzi, secondo alcune fonti moderne sarebbe stato proprio il duraturo conflitto innescato contro gli Etruschi da questa bellicosa stirpe di Celti ad avere offerto a Dionisio l'occasione giusta per impadronirsi dell'Adria veneta.
Se dunque Stefano con la seconda parte del suo passo si riferisse all'Adria del Po, ciò implicherebbe di andare a cercare altrove il mito di Diomede citato nella prima parte del passo in questione. Tale eventualità porterebbe al coinvolgimento dell'altra sola Adria/Atria nota nell'antichità: quella che attualmente porta il nome di Atri e sorge in Abruzzo. Però, se Stefano si riferisse a questa città, dalle incerte origini (numerose fonti l'hanno comunque ritenuta una colonia dell'Adria veneta mentre altre la dicono nata già con il nome di Atria in quanto prima colonia fondata dai Romani sul versante adriatico), il nome di «Tyrrhenia» andrebbe esteso, in maniera non usuale, fino all'estrema costa meridionale del Piceno.
Tuttavia altri studiosi odierni hanno dato una diversa lettura della memoria tramandata dallo storico bizantino; una lettura che eliminerebbe le contraddizioni dell'intero passo (come l'allontanamento eccessivo di Diomede dall'area veneta, che pure è attestato ancora più su, alle foci del Timavo, e l'eccessiva estensione dei confini della Tirrenia a sud-est): Stefano si starebbe riferendo, inconsciamente, ad un'unica Adria, quella veneta (già detta «polis» da Ecateo di Mileto; fonte antichissima per tale contesto). Egli starebbe tramandando le sue varie fasi storiche: l'Adria dalle antiche origini che fu etrusca e greca, dunque siracusana, e infine celtica.
Va inoltre rilevato come la politica dionisiana ben coincida con la marcata presenza di Galli ad Adria (che Stefano chiama «città dei Galli»). Per di più, anche nell'altra importante colonia siracusana nell'Adriatico occidentale, Ancona, vi è attestata un'intensa frequentazione gallica: essa, oltre a mostrare il radicamento di un culto per Diomede (come ad Adria), era stata, secondo una tradizione raccolta negli Anecdota Helvetica, una fondazione celtica dei Galli di stirpe Senoni; costoro erano gli stessi Galli che avevano saccheggiato Roma nel 388-387 a.C. (il 390 a.C. varroniano).
(Anecdota Helvetica, p. 187)

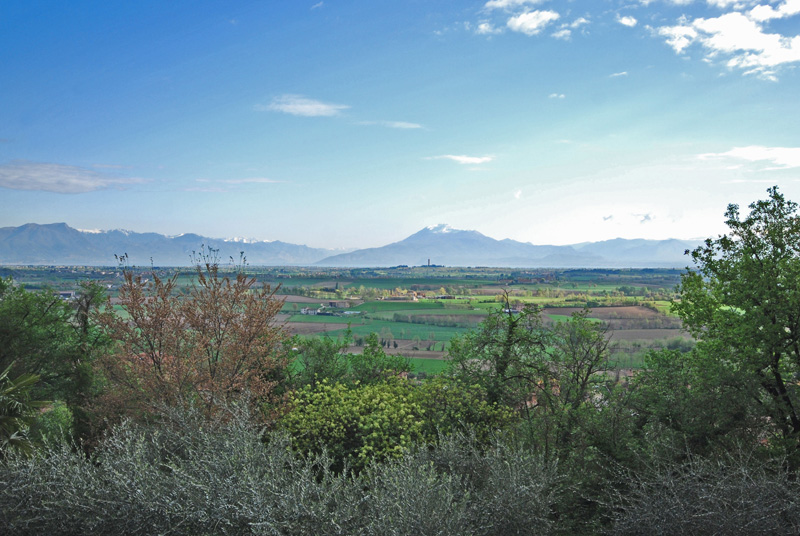
Un tipico paesaggio della pianura Padana con vista sulle Alpi

Testimonia Pompeo Trogo — tramite Marco Giuniano Giustino — che proprio questi Galli erano venuti a chiedere, nello stesso anno, l'alleanza di Siracusa al suo tiranno, Dionisio I. Alleanza, che i fatti storici dimostrano, fu largamente loro accordata.
Interpretando quindi nel corretto modo l'intero passo di Stefano di Bisanzio, ponendolo in correlazione agli altri dati storici accertati, e considerando oltretutto le fonti più esplicite sopra citate, si può dedurre che Adria, così come Ankon, fosse in potere dei Siracusani, i quali introdussero o rivitalizzarono in essa il culto per l'eroe marittimo Diomede. Inoltre i loro territori potrebbero essere stati concessi ad un certo punto da Dionisio ai Galli - ormai divenuti alleati dei Siracusani - spiegando in tal modo perché queste due poleis vengono ricordate da alcune fonti come fondazioni e possedimenti dei Gallici.

### Il nome di Adria, dell'Adriatico e i Siracusani di Dionisio
Ci sono diverse tradizioni alle quali è legata l'origine del nome di Adria. Tali tradizioni coinvolgono non solamente l'affermarsi del nome del mare Adriatico, ma anche i Siracusani, che ebbero sotto la loro influenza questa zona padana.

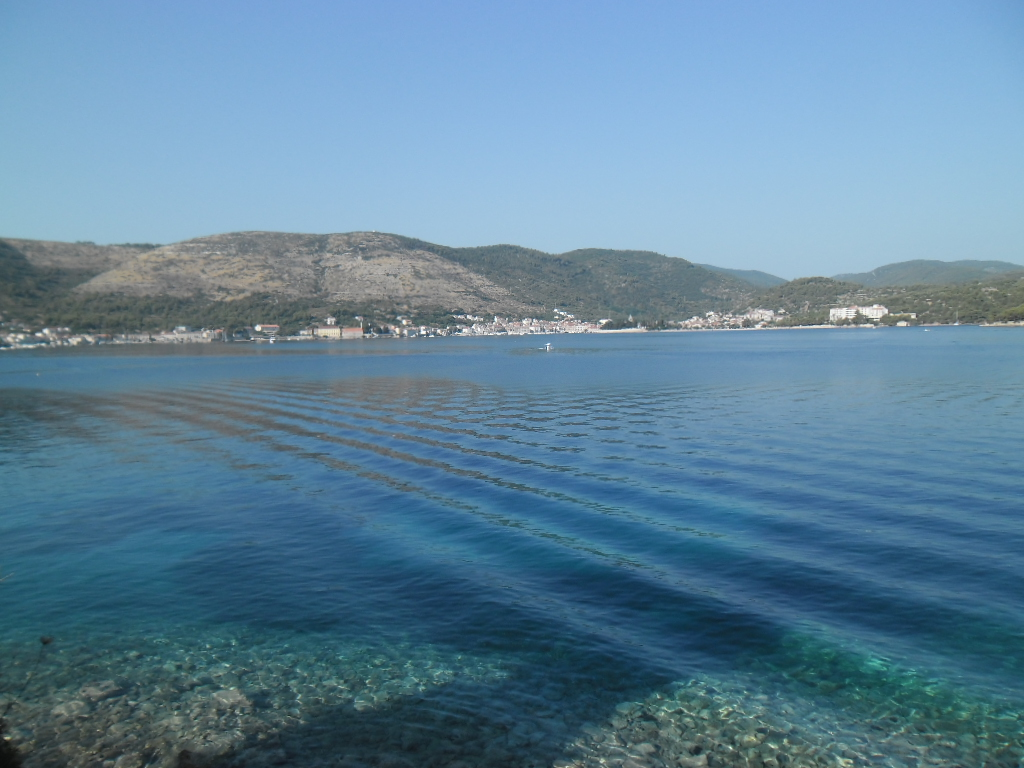
L'Adriatico orientale a Issa (in lingua croata chiamata Vis), colonia croata dei Siracusani di Dionisio

Si è concordi nel dire che l'Adriatico prese il nome dalla polis di Adria, e non viceversa. Si pensi a tal proposito all'origine del nome degli altri mari circostanti: il Tirreno ebbe il suo nome dal popolo dei Tirreni, che maggiormente lo frequentarono; lo Ionio deriva il suo nome dalle genti egee di stirpe ionica, che giungendo da est colonizzarono parte della Magna Grecia e della Sicilia: il «mare degli Ioni» era chiamato. Infine, quello che odiernamente è detto mar di Sicilia, un tempo era conosciuto con il nome di mar Siculo, derivato dal popolo dei Siculi, e i suoi confini - che ebbero origine nel siracusano, dove vi era stata la principale residenza sicula - andavano da Locri Epizefiri fino all'isola minoica di Creta: da qui il mare acquisiva il nome di mar Cretico (dal nome dell'isola egea). Dunque erano i popoli e le loro città a dare il proprio nome al mare che navigavano. Così accadde anche per l'Adriatico.
Il mare Adriatico, nella sua totale estensione, un tempo era noto solamente come parte dello Ionio. Tuttavia, quella parte del mare degli Ioni che si trovava nell'estremo punto settentrionale era chiamato dai Greci Ionios Kolpos (Ἰόνιος κόλπος): golfo Ionico, e già compariva, se pur sporadicamente, l'appartenenza di questo tratto di mare ad Adria: lo Ionios Kolpos era infatti detto anche Adrias Kolpos (Αδρίας κόλπος), ovvero golfo adriatico. Con tale terminologia ci si riferiva, fino al V secolo a.C., solo alla parte nordica dell'odierno Adriatico; fino al Caput Adriae: alla risorgiva del Timavo (questo fiume nasce in Slovenia e sfocia nel golfo di Trieste), definita come «l'anticamera mediterranea del mondo dell'Europa centrale».
I Greci del IV secolo a.C. propagandarono l'esistenza di un mitico eponimo: Adrio, che avrebbe dato il nome ad Adria (ma era del tutto in uso con i tempi personificare l'onomastica di un popolo o di un luogo). Costui, come narra Teopompo, ebbe un figlio di nome Ionio; padre degli Ioni ed eponimo del sottostante mare. Ma il dato significativo è che mentre alcuni definiscono Ionio originario di Epidamno, o altri lo confondono con Io, Teopompo - ed è qui probabilmente che si inserisce la volontà dei Siracusani - sottolinea come egli in verità fosse originario di Issa: altra colonia adriatica di Siracusa. Per cui anche nell'eponimo vi è ancora un'attestazione del legame di Adria con i Siracusani di Dionisio.

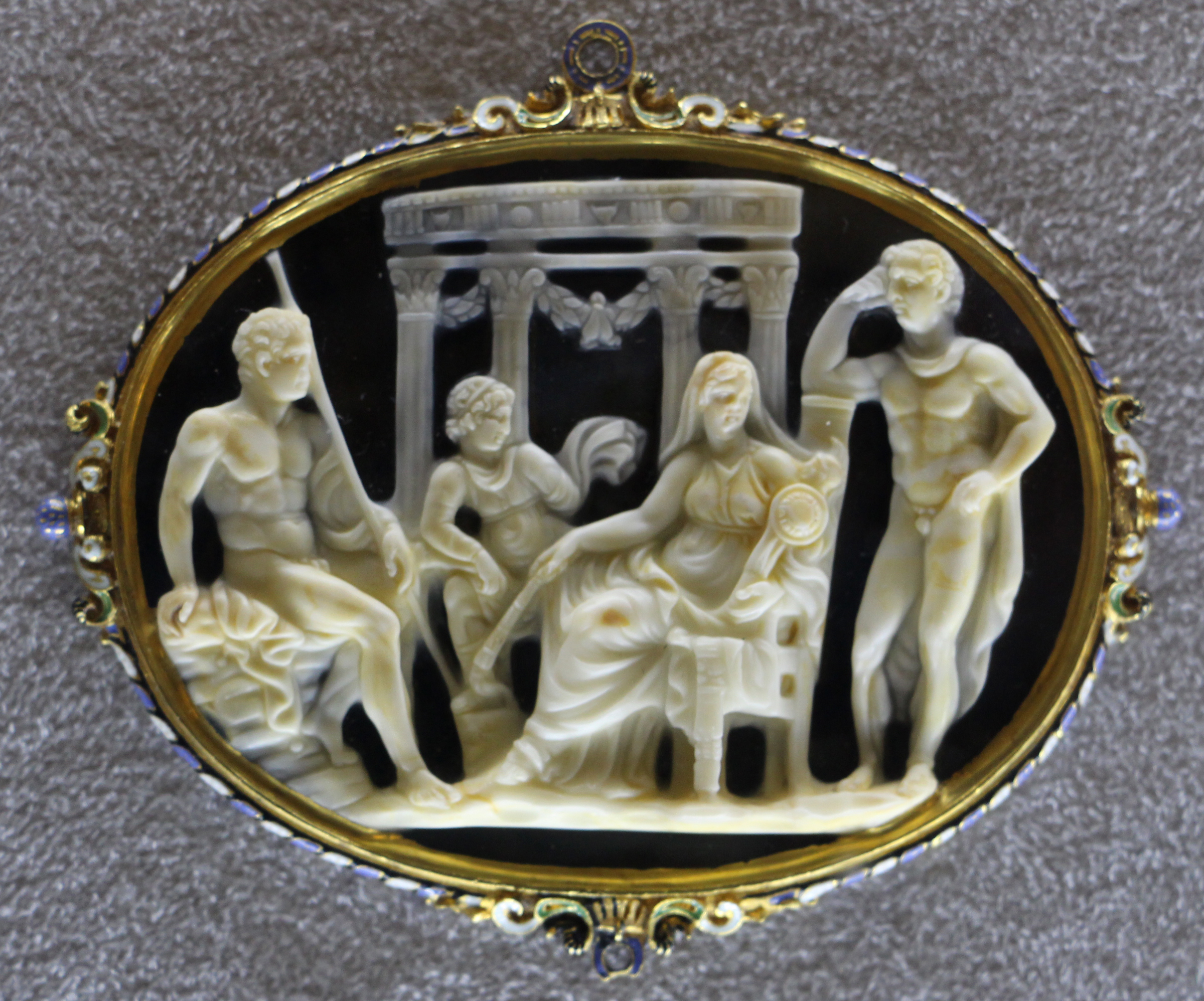
Cammeo rinascimentale raffigurante l'eroe dell'Adriatico Diomede con Ulisse e il Palladio

Un'altra origine mitica del toponimo di Adria lega la città all'eroe, che fu personificazione di Dionisio siracusano, Diomede. Ed è nuovamente Stefano di Bisanzio, supportato anche dall'Etymologicum Magnum, a narrare di come l'eroe greco si fosse salvato da una violenta tempesta in mare grazie al sicuro approdo offerto da Adria, e fu per gratificare la città, fonte di salvezza, che la nominò Αἰθρία (Aithría): «Cielo sereno». In seguito i barbaroi, ovvero «i non Greci», gli indigeni del luogo, ne alterarono il nome che quindi divenne Atria.
Non si conosce esattamente quando Adria divenne nota ai Greci, ma ciò dovette accadere in tempi molto antichi; ancora prima che vi giungessero i Siracusani. Non a caso, se quanto narrato per nome del milese Ecateo da scrittori postumi corrisponde al vero, la fonte più antica riguardante Adria la reputa una città-stato già nella seconda metà del VI secolo a.C., ma curiosamente essa è priva di fondatori Greci: Ecateo non menziona alcun etnico. Sempre secondo Ecateo, Adria prese il nome dal fiume che le scorreva accanto: il corso d'acqua Adrias potamos. A proposito di questo fiume è interessante notare che secondo Teopompo, citato da Strabone, fu proprio l'Adrias a dare il nome al mare Adriatico (ma non alla città, il cui fondatore fu il mitico Adrio).
Gli albori di Adria rimangono comunque incerti. Dalle poche e antiche testimonianze archeologiche disponibili non è semplice stabilire se i fondatori di Adria siano stati i Greci o qualche popolo indigeno. Né è dato sapere se questa città nacque con il nome di «Atria» o di «Adria» (che è la forma conosciuta dai Greci e quella tutt'oggi esistente). I Latini, giunti qui molti secoli dopo i Greci, la chiamarono Atria.
Ad Adria, come in altre località nord adriatiche, sono stati rinvenuti arcaici reperti di provenienza attica (rilevanti qui soprattutto quelli di Egina) che ben si inquadrano con la passata frequentazione, a scopo commerciale, della gente ellenica in tale zona.
Diversi autori dell'antichità, soprattutto latini, tra cui Tito Livio, attestano una forte presenza etrusca ad Adria, definendola in un modo o nell'altro città degli Etruschi. Tuttavia una presunta fondazione etrusca rimane tesi dibattuta per gli studiosi moderni e non è concordemente accettata, mentre non vi sono dubbi su una «fase etrusca» di Adria.
Per tanto, la constatazione che Adria non fosse del tutto estranea all'Ellade e la radicata presenza etrusca sul territorio, hanno indotto gli studiosi moderni a parlare di «rifondazione» siracusana della città alla foce del Po. Adria deve fama e fortuna alla sua originaria posizione geografica: ideale per penetrare all'interno della fertile pianura Padana e da lì valicare i confini italici verso i fruttuosi suoli metallurgici del Brennero e dell'Europa centro-orientale.
Ma, nonostante gli arcaici precedenti, fu solamente con la talassocrazia esercitata da Siracusa nel IV secolo a.C. su tutta l'area che il nome di Adria si poté affermare e si estese, per la prima volta e definitivamente, alle acque che vanno dal Caput Adriae (Friuli-Venezia Giulia, Croazia e Slovenia) alle coste dell'Apulia (Puglia) e della Dalmazia (Albania).

### Le vie fluviali
(Strabone, Geografia, V, 1, 5.)

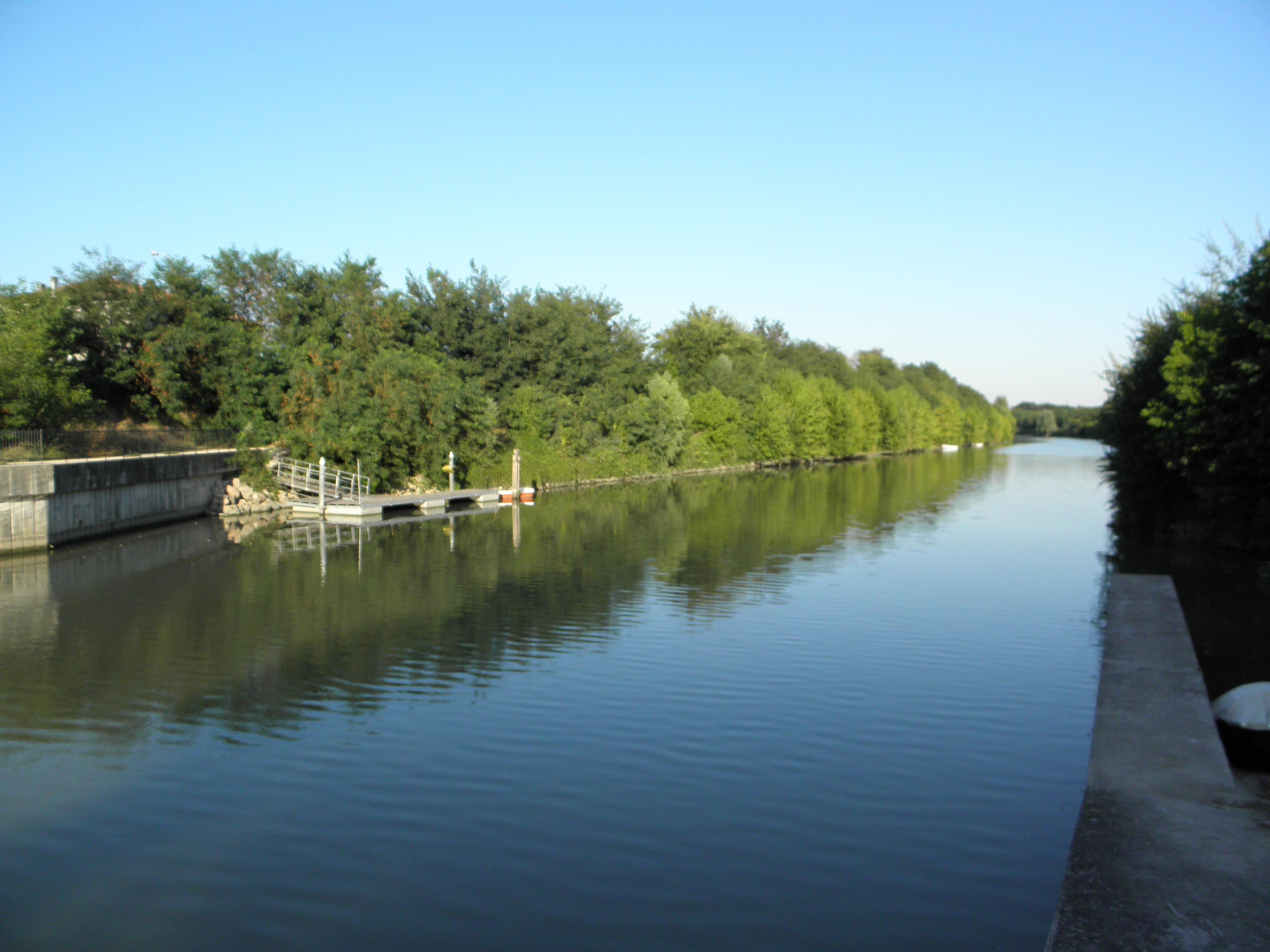
Il Canalbianco, antico Tartaro, nella provincia di Rovigo (Polesine)

Per i navigatori che giungevano nell'alto Adriatico erano essenziali le vie endo-lagunari, poiché grazie ad esse potevano muoversi sull'acqua all'interno della regione geografica senza il rischio di doversi confrontare con gli insidiosi fondali sabbiosi del litorale emiliano e veneto.
Adria un tempo sorgeva su una fitta palude; un'isola fluviale che distava solo dodici chilometri dalla foce del Po; fiume noto ai Greci con il nome di Eridano. Adria era dunque la prima città che si poteva scorgere entrando dal mare e risalendo l'antico grande corso d'acqua dolce.

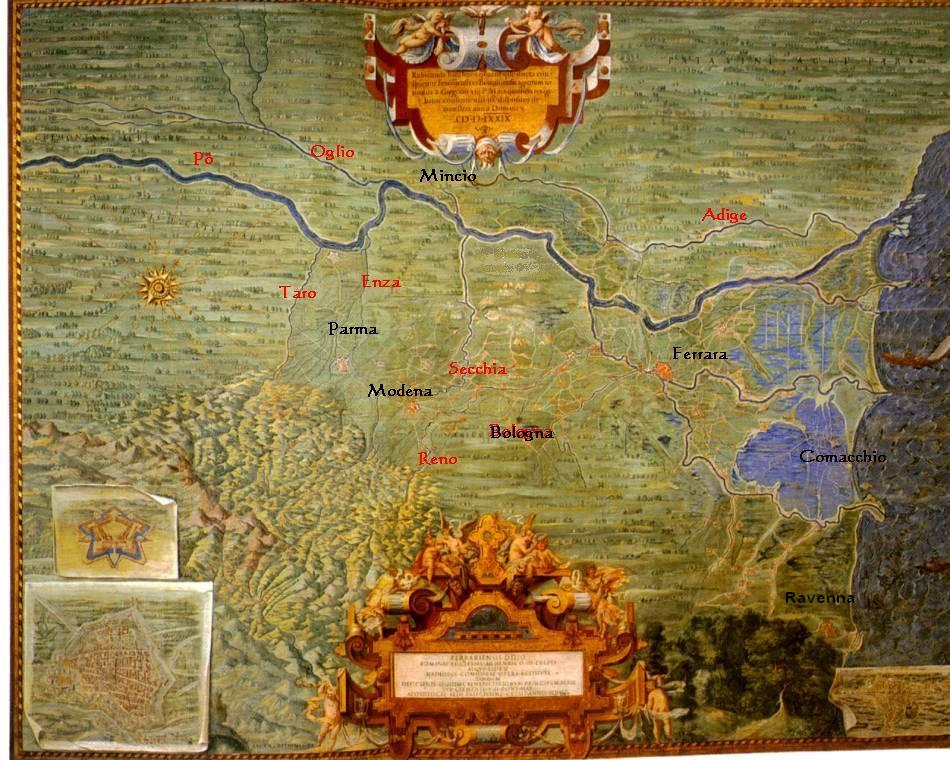
Una mappa del 1585 con i nomi dei fiume alto-adriatici in prossimità del delta del Po

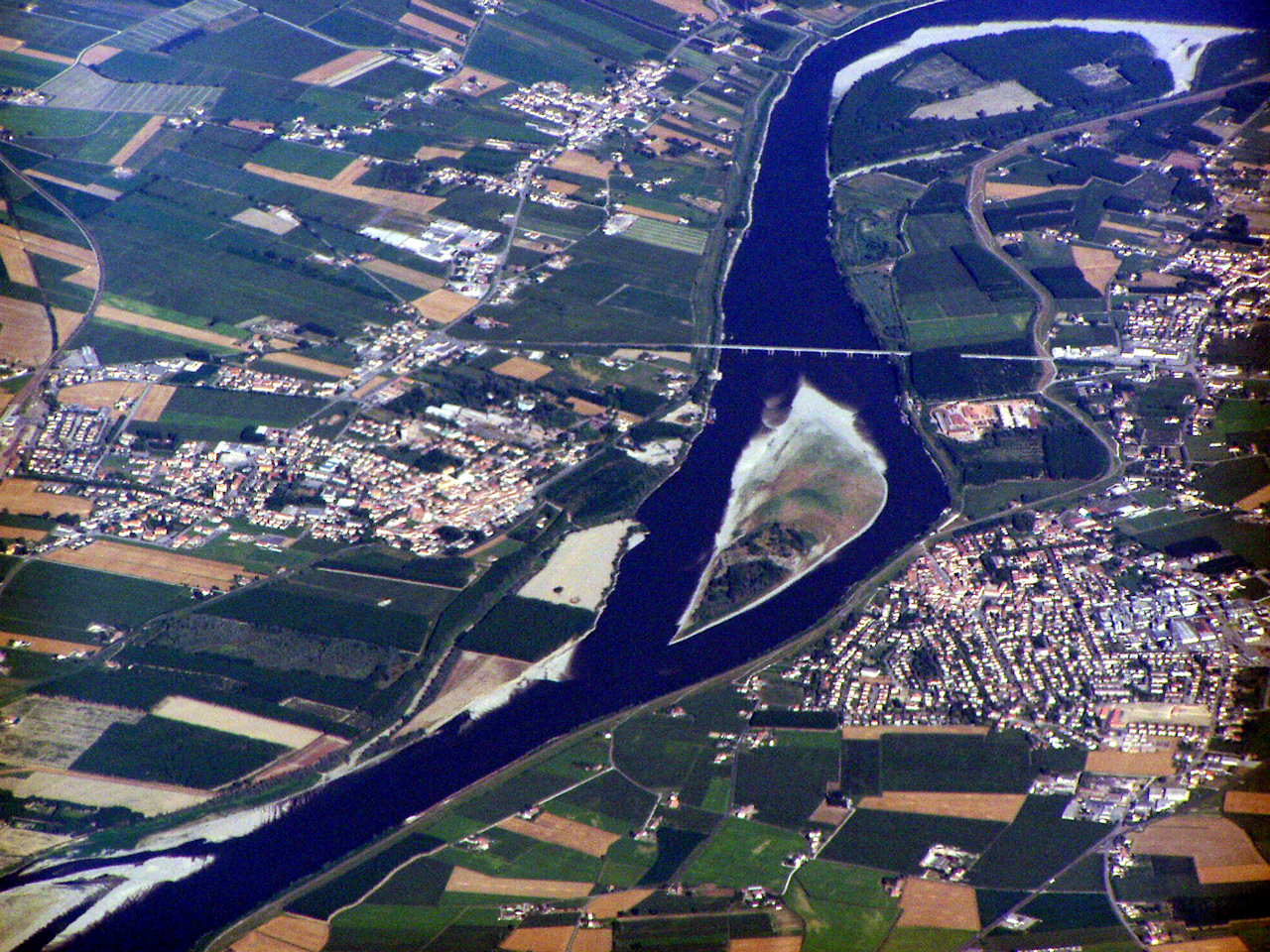
Il Po a Sermide (comune del mantovano), luogo in cui avvenne nel VII secolo a.C. la famosa "rotta" del fiume Po che cambiò le sorti di Adria

Le paludi di questa polis erano dette in tempi romani Sette Mari (Septem Maria), poiché sette erano le bocche del fiume Eridano che dal territorio di Adria sfociavano nel mare Adriatico.

#### La fossa Filistina
Plinio, dopo aver detto che ad Adria il Padus aveva la sua maggiore area di sbocco, fa l'elenco delle foci del fiume primario e appella la terza che sorge nei pressi della polis come bocca Filistina, la quale egli dice era conosciuta anche con il nome di fiume Tartaro (Tartarus). Aggiunge lo storico romano che tutte e tre queste bocche adriatiche furono originate dallo straripamento del canale Filistina. Il canale o fossa, di natura artificiale in quanto opera dell'uomo, era a sua volta punto di confluenza per le acque del fiume Adige, che scendevano dal trentino Passo di Resia, e per le acque del Togisono (fiume rimasto ignoto), il quale giungeva dalle campagne di Padova.
La fossa Filistina passava per quello che odiernamente è il paleoalveo chiamato Po di Adria, che al principio fu l'Adrias potamos (l'odierno Canalbianco, già Tartaro) di cui Ecateo e Teopompo hanno serbato memoria. La Filistina collegava Adria a ovest con il fiume Mincio, il quale risaliva fino al lago di Garda, a nord con l'isola lagunare veneta di Pellestrina (probabile alterazione venetica di Filistina), presso Chioggia, e a sud con la città estrusca e greca di Spina, posta nella parte più meridionale del delta dell'Eridano. Infine a est vi era la comoda uscita verso l'Adriatico; lo sbocco per il commercio marittimo. Per cui questa fossa era di grande importanza strategica.
Nell'area altri toponimi hanno conservato, se pur in maniera alterata, l'originario appellativo di Filistina: oltre la già citata Pellestrina si menzionano un Pestrina, idronimo dei canali di Ostiglia e Rovigo, nella regione del Polesine (l'antica terra delle paludi e degli acquitrini) e le medievali Fossae Philistinae (Fosse Filistine), dette al plurale e riferite ai canali prossimi alla foce settentrionale del Po: la zona tra Donada e Porto Viro.
L'opera idraulica che portò il nome di Filistina ebbe dunque un'influenza tale su tutta l'area padana orientale che il suo nome si conservò nei secoli. Si ritiene che tale regolamentazione del sistema fluviale sia stato voluto dall'ammiraglio siracusano Filisto, o se l'opera fosse già preesistente (etrusca), che egli ne sia stato il manutentore nel IV secolo a.C. e quindi il beneficiario. Del resto, proprio il comandante dei Siracusani, Filisto, si sostiene abbia scontato il suo esilio ad Adria, nel Polesine.
Il titolo onorifico non sembra lasciare dubbi. Va infatti ricordato che era usuale assegnare a tali opere toponimi onorifici riferiti al contesto dei loro possessori: i Romani qui ad esempio ampliarono la fossa Filistina verso nord e la chiamarono fossa Clodia, in riferimento a colui che la volle, e cioè in onore dell'imperatore Claudio, così come avevano già scavato, sempre nella fossa Filistina, per mettere in collegamento il Po di Adria a quello di Spina, chiamando la loro opera fossa Flavia, in onore della romana dinastia flavia. Per cui, essendo accertato che la Filistina fu opera preromana, occorre risalire a una personalità significativa che stanziò in quest'area prima dei Romani: ciò non può non condurre a quella presenza siracusana già attestata da più parti e all'esponente più vicino a Dionisio I: Filisto.

#### Il fiume Messanico
Ma oltre alla Filistina vi è un'altra importante testimonianza lasciata nelle opere dell'area padana e che tramite l'idronimo palesa il passaggio di una civiltà differente da quella locale: la fossa Messanica; un ulteriore canale artificiale rinvenuto dai Romani e anch'esso preesistente al loro arrivo.
(Plinio il Vecchio, Naturalis Historia, 3, 119.)

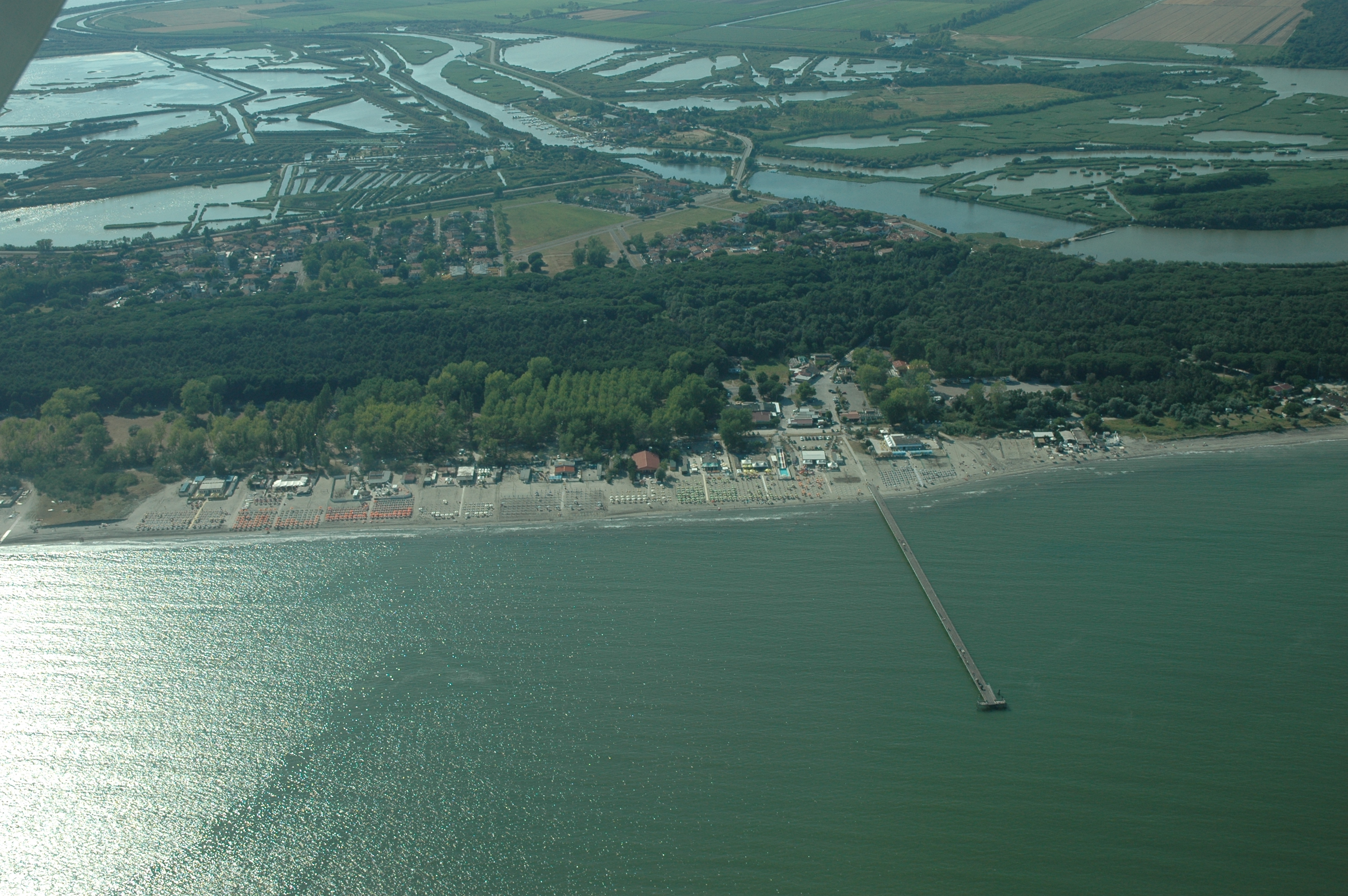
La vasta area paludosa alle spalle della spiaggia ravennate è stata individuata come la sede finale dell'antico Messanicus (Padus)

Il Messanicus, poi divenuto Padusa, da Padus (che è l'origine dell'odierno nome Po), collegava la città etrusco-greca di Spina a Ravenna, che rappresentava la parte più meridionale, e quindi finale, del delta dell'antico Eridano. Si suppone che il Messanico dovesse coincidere grosso modo con quello che odiernamente è chiamato Po di Primaro, che da Ferrara (località della polis di Spina), attraverso le valli di Comacchio, giungeva ad Argenta (comune confinante con Ravenna) e poi da lì verso la foce nell'Adriatico (il suo letto oggi è in parte occupato dal fiume Reno).
Per cui ancora una volta i Romani si ritrovavano di fronte a un canale già precedentemente scavato e soprattutto, ancora una volta, si ritrovavano con un idronimo estraneo al contesto geografico nel quale erano giunti.
L'appellativo che si estrapola da Plinio, «Po dei Messeni», conduce direttamente ad ambiente siceliota, poiché Dionisio I era legato a doppio filo con i Messeni: sia con quelli di Sicilia e sia con quelli del Peloponneso. Infatti, pochi anni prima di intraprendere l'espansione in Adriatico, Dionisio I ricostruì e ripopolò la polis di Messana, che era stata distrutta dai Cartaginesi durante la ripresa del conflitto tra la capitale punica e quella siceliota. E oltre a ciò, legò a sé il popolo dell'egeica Messenia, poiché questi erano stati cacciati dalla loro terra d'origine dagli Spartani (che essendo di un ethnos diverso, ma troppo vicini ad essi geograficamente, li ridussero fin dall'antichità in schiavitù), Dionisio I allora concesse loro di venire a popolare Messana, tuttavia Sparta non prese bene questo evento e andò a lamentarsi con i Siracusani (all'epoca dei fatti loro stretti alleati), per cui il Siracusano, con una mossa diplomatica, trasferì i Messeni più a ovest e li fece fondare la polis di Tindari. Ma i rapporti con Sparta, a seguito di ciò, si erano ormai incrinati, a tal punto che in Adriatico Siracusani e Spartani si scontrarono bellicamente - tempo prima della fondazione di Ancona e rifondazione di Adria - in un conflitto sorto in Epiro tra Illirici e Molossi.
Quindi anche Messanico, idronimo del fiume, così come quello di fossa Filistina, evoca il nome dei Siracusani e aderisce con precisione alla loro storia dei primi decenni di IV secolo a.C.
L'interesse siracusano per Ravenna è evidenziato, secondo alcuni studiosi, anche dall'opera pubblicistica, attribuita proprio ai Siracusani, che narra la fondazione della città deltizia: sarebbero stati Tessali i primi coloni del ravennate, i quali non potendo sopportate le aggressioni degli Etruschi preferirono lasciare la città agli Umbri e tornarsene in Grecia, a causa dall'aggressività tirrena. Siccome gli storici d'età dionisiana hanno diviso nettamente gli Etruschi dai Greci, negando loro qualsiasi pretesa origine ellenica, e dato che sono risaputi i rapporti conflittuali avvenuti nel secolo passato tra Siracusani ed Etruschi, la critica moderna sostiene che la Pentapoli dionisiana avesse tutto l'interesse ad allontanare gli Etruschi dalle radici dei popoli con cui intratteneva rapporti.
Pertanto la netta separazione tra il popolo tessalo dei Pelasgi (che per Ellanico di Lesbo furono i fondatori di Spina) e gli Etruschi (fu sempre Ellanico che li disse originati dai Pelasgi) sarebbe opera di Filisto: lo storico dionisiano non gradiva che si accostassero i Greci ad un popolo che era nemico dei Siracusani, dal momento che la pubblicistica anti-dionisiana li avrebbe usati contro di loro per dire, come già si sospettava, che i Siracusani erano intenzionati ad attaccare l'ethnos ellenico, in quanto essi erano in realtà i «nemici di tutti i Greci».

#### Nella laguna veneta

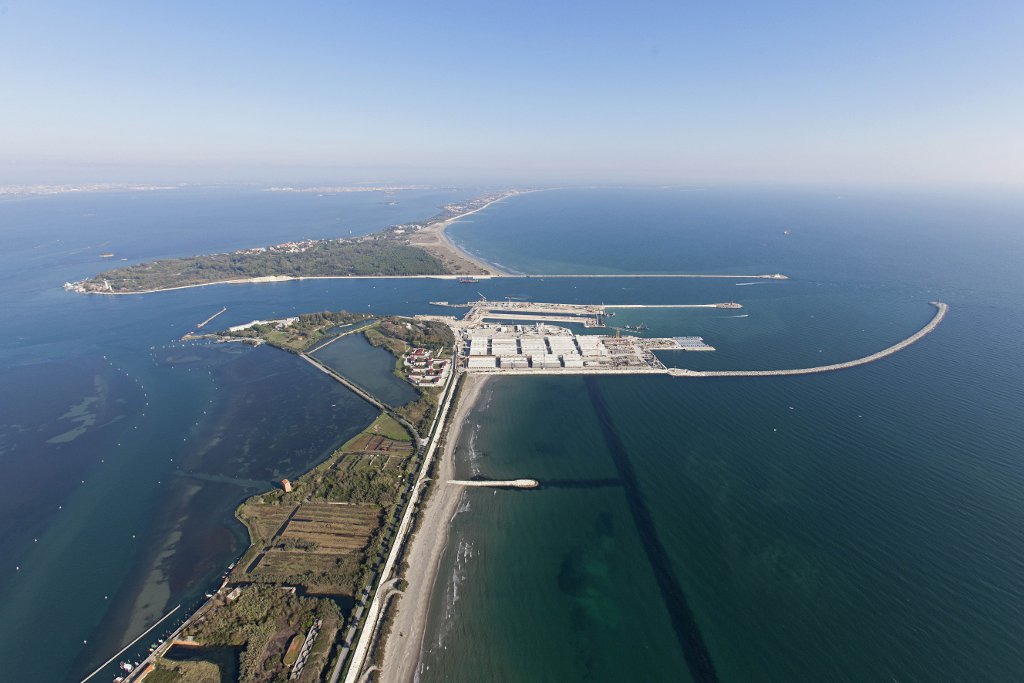
La bocca del Malamocco, antico Meduaco. Qui la leggenda vuole che sbarcò il progenitore delle genti venete, il troiano Antenore; qui inoltre sbarcò lo spartano Cleonimo, definito l'«erede di Siracusa» poiché intenzionato a seguirne le orme in Adriatico

Mentre Ravenna rappresentava l'estremo meridionale delle fosse costruite dall'uomo nell'area padana maggiormente ricolma di fiumi e paludi, le risorgive del Timavo (il Caput Adriae) rappresentavano l'estremo settentrionale di queste antiche edificazioni acquatiche.
Infatti dalla parte orientale del Caput Adriae, e per tutto il litorale est dell'Adriatico, non vi era più bisogno di vie endolagunari, grazie alle tante insenature naturali rocciose che offriva il territorio.
Prima però di giungere al Timavo si doveva passare in mezzo alla laguna veneta e qui vi era un'importante città-emporio, anch'essa di fondazione preromana: Altino; punto commerciale primario insieme ad Adria e a Spina e tappa obbligata per il percorso endolagunare che andava da Adria al Timavo. Si è quindi sostenuto che, come tutte le altre vie acquatiche fino ad ora esplorate, anche questa fosse rientrata negli interessi dei Siracusani. A tal proposito vi è chi sostiene che i navigatori provenienti dal mar Siculo, giunti a questo punto, vi avessero scavato un'altra fossa, conosciuta dai Romani con il nome di fossa Popilia (poi Popilliola, da Publio Popilio Lenate), che da Chioggia (meta finale della Clodia/Filistina) giungesse ad Altino.
Inoltre si sostiene anche che l'approdo del Meduaco (il Medoakòs dei Greci: Μεδόακος, odierno Malamocco presso Venezia) fosse già noto ai Siracusani: se effettivamente Pellestrina deriva il proprio toponimo da Filistina, è molto probabile che l'antica via d'acqua percorsa dai Sicelioti giungesse fino alla bocca del Malamocco, confinante con Pellestrina. Da qui infatti, oltre ad avere un'altra sicura uscita verso l'Adriatico, i Siracusani potevano risalire altre antiche vie endolagunari, le quali giungevano fino a Padova, come afferma Strabone, e ad Altino; proseguendo da lì verso il Timavo.
Ciò è supportato dal fatto che il Meduaco (antico nome del fiume oggi conosciuto come Brenta) venne navigato, molto tempo dopo la fine dalla tirannide dionisiana (età dei Diadochi), dallo spartano Cleonimo. Costui, figlio del re di Sparta Cleomene II, nonché fratello di quell'Acrotato che aveva tentato di rovesciare il governo siracusano di Agatocle, era stato chiamato in Magna Grecia da Taranto e dopo aver fatto stipulare la pace tra Romani e Tarantini abbandonò il contesto italiota e, riassumendo la sua avventura sinteticamente, dopo essersi fatto signore di Corcira, veleggiò per l'alto Adriatico, fino alla bocca del Medauco. Risalendo questo fiume arrivò a Padova. Tuttavia Cleonimo e la sua flotta di Spartani non furono bene accetti dalle popolazioni dei Veneti, cosicché il principe della casa degli Agiadi, osteggiato, si vide costretto a ritornare alla foce dell'odierno Brenta e non fare più ritorno in Adriatico. Si sostiene che gli Spartani avessero deciso di spingersi fin qui perché quella era una zona già navigata e esplorata dai Greci: lo fu in passato agli Ateniesi, che nel Meduaco propagandarono le origini troiane dei Veneti (era usanza degli Attici dare nobili origini ai popoli con i quali dovevano commerciare o mediare) e lo fu senz'altro a Siracusa; visto che il nome del suo ammiraglio giunse fino a Pellestrina e le antiche vie acquatiche artificiali conducono da quel punto ad Adria.
Del resto lo spartano Cleonimo è inquadrato come l'«erede di Siracusa» nelle vicende adriatiche, o almeno tentò di divenirlo. Sarà infine Agatocle a riportare, se pur fugacemente, i Siracusani in Adriatico, riprendendo le antiche vie dionisiane.
Il mare Adriatico ai tempi di Dionisio è stato definito da alcuni studiosi moderni come «un lago siracusano». Sull'operato idraulico attribuito ai navigatori della polis siceliota così si è espresso lo studioso di grecità adriatica Lorenzo Braccesi:
(Lorenzo Braccesi, Arte documento, vol. IX, 1996, p. 43.)

## La moneta

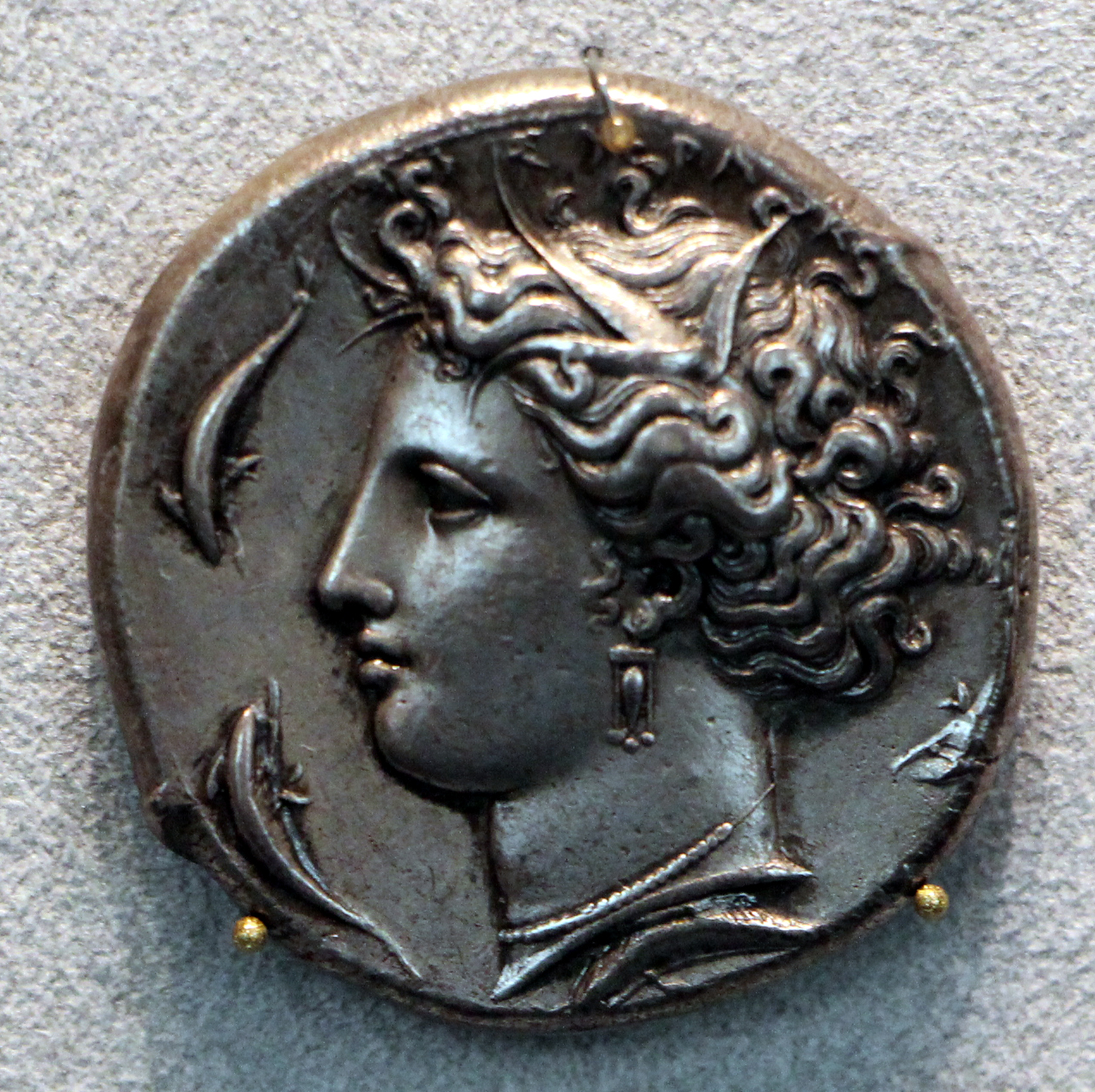
Moneta di Siracusa d'età dionisiana raffigurante la ninfa Aretusa, simbolo della polis, attorniata da delfini (custodita presso l'Altes Museum di Berlino)

Un altro importante indizio, stavolta archeologico, assai raro nell'alto Adriatico, solidifica l'attenzione di Siracusa per il ravennate: la moneta. Presso Cervia (20 km da Ravenna) sono stati rinvenuti due esemplari di conii prettamente dionisiani (D: Atena con elmo corinzio R: Stella marina a otto raggi circondata da delfini; D: Atena con elmo corinzio R: Ippocampo) uniti ad altri conii siracusani d'età diverse (la moneta più antica ritrovata a Ravenna è di Siracusa e risale grossomodo agli anni della spedizione ateniese in Sicilia; poco tempo prima dell'avvento di Dionisio). Altri quattro esemplari dionisiani, come quelli sopra descritti, sono stati rinvenuti nei pressi di Rimini (confinante con Ravenna) e nei territori emiliani più interni di Modena e Reggio Emilia.
I ritrovamenti acquistano ancora più valore se si considera quanto siano rari in Adriatico gli esemplari originari della zecca di Siracusa (da distinguere dalle riconiazioni delle monete siracusane da parte dei locali del medio e basso Adriatico, che invece sono numerose): ad esempio nel Veneto il tipo monetale caratteristico di Dionisio è stato rinvenuto solamente a Oderzo (provincia di Treviso), nella pianura veneto-friulana, e forse (poiché non si è certi che non si tratti di una riconiazione locale) a Cornuda, sempre nel trevisano, alla destra del fiume Piave.
L'assenza di rinvenimenti monetali nel Veneto, dove eppure sorgeva la polis di Adria (e a poca distanza vi era l'altro punto nevralgico del commercio: Spina), si può spiegare con il delicato terreno della città-porto tenuta dai Siracusani: gli strati archeologici più antichi di Adria si trovano odiernamente fino a sette metri di profondità, sepolti dal fango, a causa del grande mutamento del delta del Po; la ricerca archeologica in quest'area risulta quindi estremamente complessa.
Inoltre non va sottovalutato il fattore sociale: l'Adriatico era un mare periferico e pericoloso per i Greci. Qui la coniazione di monete giunse in epoca tarda, è plausibile quindi desumere che i Siracusani di Dionisio abbiano preferito adattarsi alle consuetudini sociali riscontrate sul territorio, commerciando con queste comunità tramite l'antico metodo del baratto, facendo circolare di conseguenza poco metallo prezioso da essi coniato.
Estendendo il discorso all'intero Adriatico siracusano si può affermare che delle colonie dionisiane le uniche che ebbero una zecca propria furono la marchigiana Ancona e l'albanese Alessio, ma entrambe non prima del III secolo a.C., in un contesto sociale ormai totalmente differente.
Ritornando ai ritrovamenti monetali alto-adriatici da attribuire alla zecca di Siracusa si segnalano, agli estremi geografici dell'area interessata, i conii del medesimo tipo dionisiano sopracitato rinvenuti in Lombardia, a nord-ovest, presso le montagne della Valtellina, e nell'Istria, a nord-est, presso Ossero.

## Dionisio e i cavalli dei Veneti
(Strabone, Geografia, V, 1, 4.)

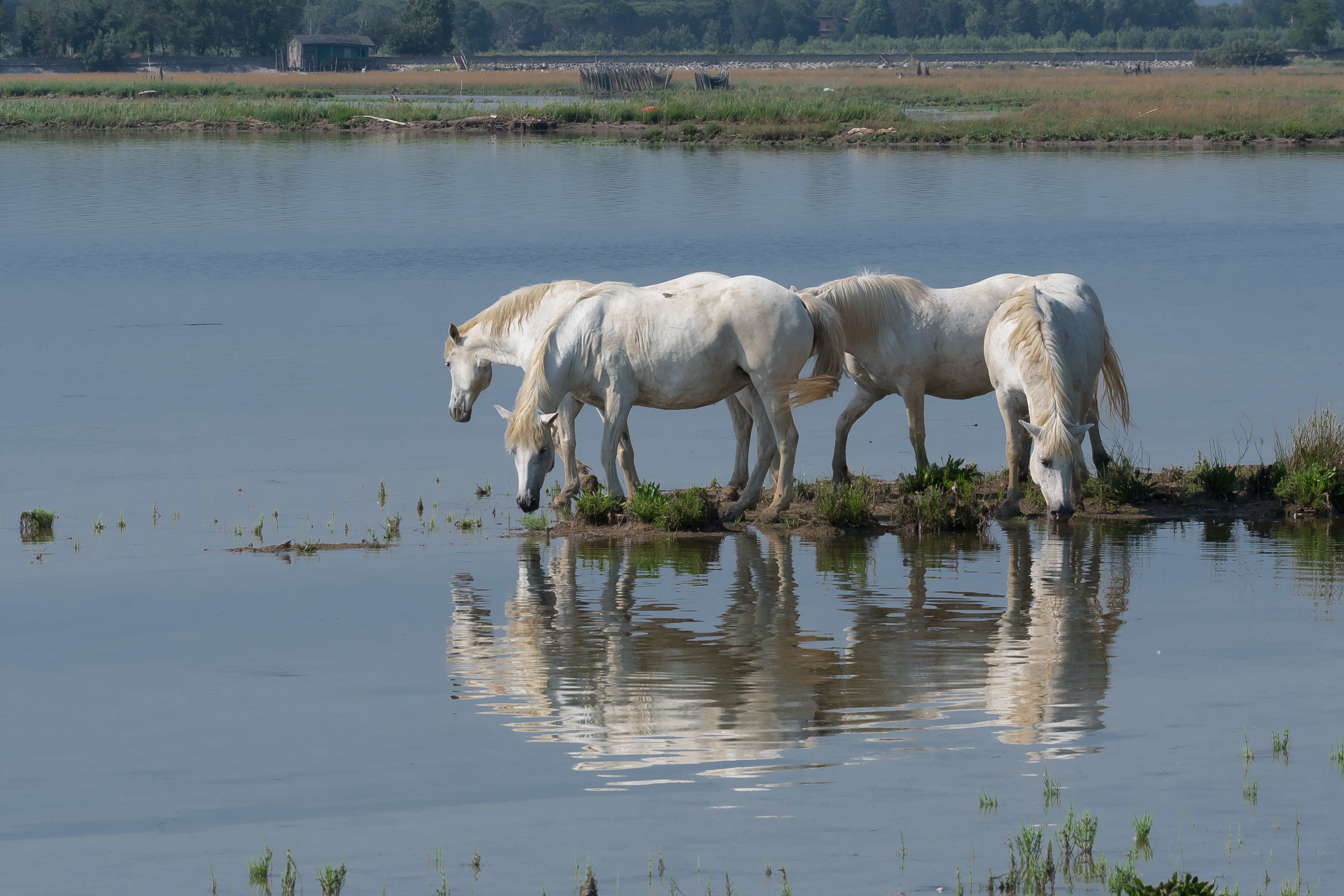
Cavalli bianchi alla foce dell'Isonzo (Trieste); razza equina del Camargue (progenitore del cavallo del Delta del Po)

Il legame dei Sicelioti con l'alto Adriatico è rinsaldato dalla preziosa testimonianza di Strabone. Lo storico di Amasya afferma che Dionisio I creò il suo allevamento di cavalli da corsa prelevandolo dai Veneti. I cavalli di costoro erano noti fin dall'antichità, ma fu grazie ai Siracusani, come specifica Strabone, che questa razza equina poté avere grande fortuna in Grecia (grazie all'influenza culturale di Siracusa e dei suoi tanti spostamenti tra i popoli del Mediterraneo).
I Veneti avevano un rapporto viscerale con i cavalli (riguardo a ciò risultano significative le sepolture di cavalli con il carro rinvenute ad Adria;); essi, alla risorgiva del Timavo, lo consacrarono in maniera piuttosto singolare al già citato eroe argivo Diomede: sacrificavano in suo onore un cavallo bianco.
E la relazione tra i Siracusani e i candidi cavalli dei Veneti non ebbe termine con Dionisio I, poiché la storiografia ricorda gli «alborum equorum» del continuatore della discendenza dionisiana: Dionisio II che, come il padre, era solito usarli per le grandi occasioni; a tal proposito va ricordato che Dionisio I accolse il filosofo Platone, durante il suo primo viaggio in Sicilia, con una quadriga trainata da bianchi cavalli («ipse quadrigis albis egredientem in litore excepit»). Alla tradizione del candido cavallo legata al siceliota Dionisio si attribuisce anche la nascita dell'usanza romana di adoperare i bianchi destrieri durante il trionfo.

## I rapporti con i pirati dell'Illiria

### I pericoli dell'Adriatico: la nebbia, l'assenza di porti e i pirati
L'Adriatico per gli antichi Greci era uno dei mari più pericolosi che vi fossero all'interno del bacino del Mediterraneo.
Tra gli Elleni si diceva che navigarlo fosse un'impresa molto difficoltosa, al punto tale che Lisia (vissuto al tempo di Dionisio) ad Atene sostenne che per i mercanti del Pireo fare affari con un noto commerciante farabutto veniva considerato decisamente più conveniente che andare a «navigare in Adriatico» (εἰς τὁν Άδρίαν πλεῖν).
C'erano diversi motivi per cui le acque di questo mare erano così temute dagli antichi navigatori. Anzitutto per chi si trovava in mare aperto la nebbia rappresentava un serio problema, poiché essa nascondeva alla vista dei marinai ciò che permetteva a quei tempi di orientarsi: le stelle.
Orazio parla d'improvvisi banchi di nebbia che si verificavano nel mare Adriatico. L'intera pianura Padana ne era avvolta, come testimonia il più antico Apollonio Rodio, il quale nel descrivere il viaggio degli Argonauti dice che essi entrarono con la nave nel fiume Eridano (fiume Po) e lo attraversarono in tutta la sua estensione, passando per mille paesi di Liguri e di Celti, completamente nascosti dalla nebbia.
Ma se la parte più settentrionale dell'Adrias Kolpos era afflitto dalla mancanza di visibilità, l'Adriatico da Ancona al Gargano (quasi il confine naturale con lo Ionio) diventava ancor più pericoloso, perché si agitava, mutando il suo aspetto in un mare spesso tempestoso.
(Quinto Orazio Flacco, Carmina, a Galatea in Adriatico, 19-24.)
A rendere meno appetibile una frequentazione greca in Adriatico vi era poi il fattore coste: questo mare era infatti noto per l'assenza di porti nel suo lato occidentale:
«Importuosa Italiae litora» disse Tito Livio in tempi romani, parlando proprio delle coste adriatiche nel versante italico (X 2, 4); situazione già nota ai Greci. Strabone, più drastico, a tal proposito disse: «senza approdi», ovvero coste «non protette da cordoni insulari e prive di insenature naturali». Per cui il navigatore in caso di bisogno, come nel verificarsi di una tempesta, avrebbe avuto enormi difficoltà ad ancorare la nave e toccare terra in buona parte dell'Adriatico occidentale.

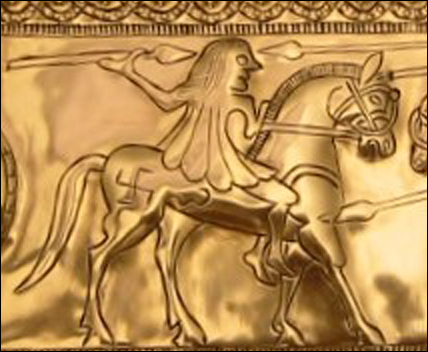
Un guerriero illirico a cavallo; dalle terre dell'Illiria prendevano il mare i temibili pirati dell'Adriatico (riproduzione bronzea di una placca originale del IV secolo a.C., Slovenia)

Tuttavia la parte orientale dell'Adriatico era invece disseminata di porti: tante le insenature naturali, le isole, gli anfratti rocciosi dove poter fare scalo e rifornirsi di viveri e progettare una colonizzazione. In questo lato del mare vi era però un'altra temibile piaga per i navigatori: i pirati.
La pirateria era temuta al pari delle tempeste, poiché impediva del tutto il commercio e metteva a rischio l'incolumità dei marinai. I predoni del mare (λησταί) giungevano dalle coste dell'Illiria e attaccavano puntualmente le navi greche che si ostinavano a mantenere rapporti commerciali con le genti rivierasche. Di pirati nell'Adriatico si hanno notizie già a partire dall'VIII secolo a.C., quando i Rodii frequentavano queste acque proprio per recare loro la guerra da corsa.
Nel VI e V secolo a.C. furono gli Etruschi della città deltizia di Spina, ingaggiati dai Greci di Atene, a opporli una sistematica azione di polizia del mare; Nel IV secolo a.C. la marina militare di Siracusa subentrò in tali operazioni: la sua flotta in questo periodo è «costretta, a più riprese, a incrociare nella acque adriatiche».
Infatti fu per proteggere gli interessi siracusani nelle coste occidentali e orientali dell'Adriatico che il successore di Dionisio I volle fondare altre due città (la cui esatta localizzazione è attualmente incerta) nello Ionio; di fronte al passaggio per l'Adriatico:
(Diodoro Siculo, XVI, 5, 3.)

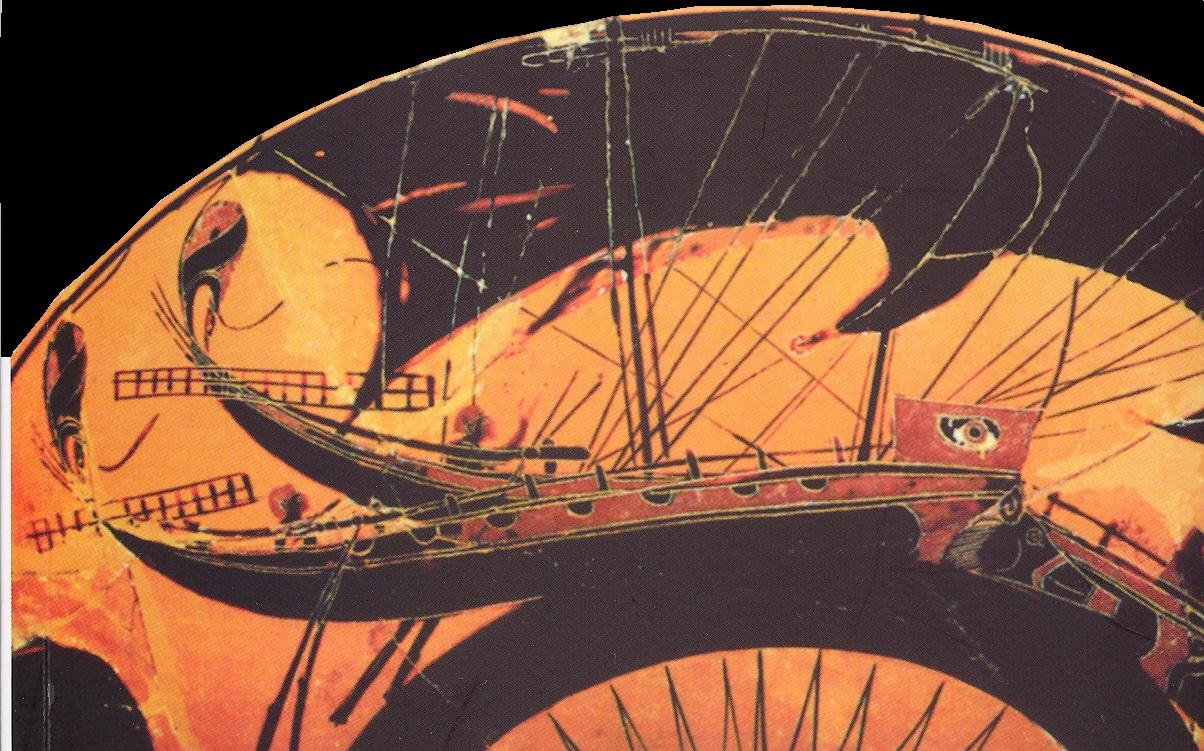
Navi greche dipinte su ceramica di V secolo a.C. (Museo del Louvre)

Ancora prima di queste fondazioni militari, Dionisio I si era già largamente occupato del problema, ponendo anch'egli basi navali in punti strategici dell'Adriatico (come fece ad Issa) e stabilendo proficue alleanze con gli indigeni dei Balcani; quindi attirò a sé il re dei Dardani, Bardylis, entrando nelle vicende degli Illiri e accattivandosi così la benevolenza dei barbaroi e la conseguente mansuetudine della loro pirateria.
L'intesa non evitò comunque ai Siracusani alcuni seri contrasti con gli Illirici, che sfociarono in scontri armati (come la battaglia di Pharo). Dionisio I finì con il distruggere le flotte dei pirati Illiri e Liburni, permettendo per tutta la durata del suo regno la libera frequentazione verso l'alto Adriatico: verso Adria, la quale si risollevò in tal modo, e verso le terre venetiche.

## Il luogo d'esilio di Filisto: Polesine o Epiro
(Plutarco, Vite parallele, Dione, 11, 6.)

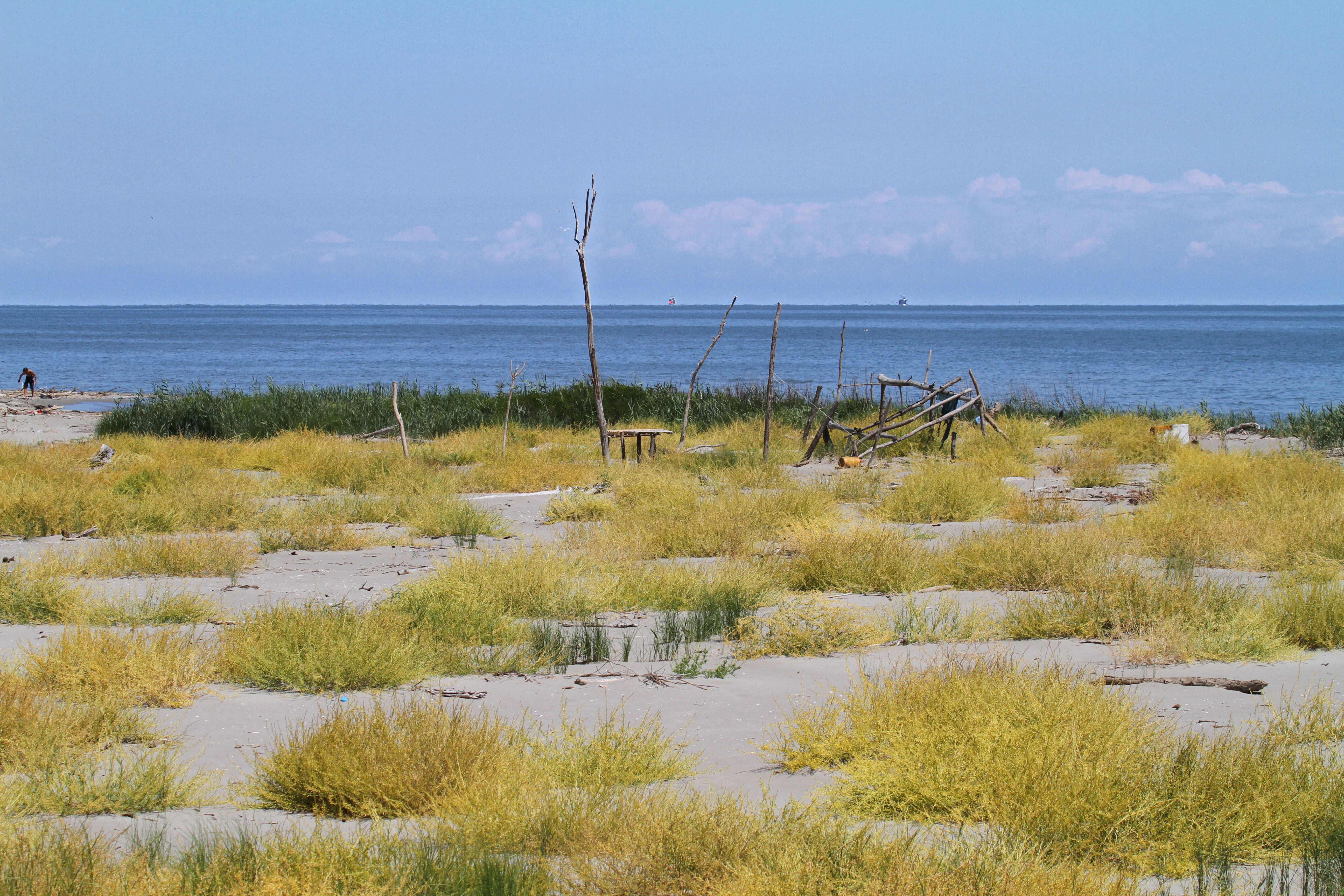
Lagune del Po a Polesine; la regione geografica alto-adriatica nella quale Filisto avrebbe passato parte della sua vita

Come informa ancora Plutarco, Filisto, l'uomo più vicino a Dionisio I e da questi esiliato, trascorse molti anni lontano da Siracusa, poiché vi fece ritorno solamente quando ascese al trono Dionisio II. Questo arco di tempo egli lo avrebbe trascorso nella polis che era già in potere della tirannide siracusana: la veneta Adria, dove si sarebbe dedicato alla stesura delle sue storie, le quali, va ricordato, vennero tenute in grande considerazione dal mondo ellenistico.
Il Gitti nel suo noto studio sull'esilio di Filisto, basandosi sul passo plutarcheo, asserisce che il Siracusano fu sicuramente esiliato da Dionisio ad Adria e che qui egli sarebbe divenuto governatore di Adria e dell'intera regione che sorgeva dietro la polis, ovvero del Polesine, spiegando in tal modo perché l'importante opera idraulica sopra citata (la Fossae Philistina) portasse il suo nome - alla medesima conclusione era già giunto Theodor Mommsen, seguito da Karl Julius Beloch e da Paolo Enrico Arias. L'esilio adriatico di Filisto venne affermato anche da Max Cary che lo registrò alla voce «Adria» del suo Oxford Classical Dictionary.

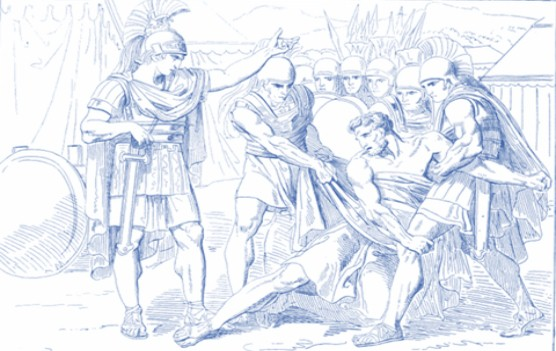
«Filisto viene catturato vivo dai Siracusani» (incisione su rame del XIX secolo). Dopo essere tornato dall'esilio e essersi schierato al fianco di Dionisio II, Filisto verrà torturato e infine ucciso in mare durante la guerra civile innescata da Dione

Ma l'argomento sull'esilio di Filisto è tutt'altro che semplice, infatti è lo stesso Plutarco nel suo De exilio (Περὶ φυγῆς) ad articolare il percorso dell'ammiraglio siracusano, contraddicendosi, apparentemente, poiché afferma che questi scrisse le sue storie quando venne esiliato in Epiro. Tuttavia esistono diverse possibili spiegazioni al riguardo: una di queste è che con il termine «Epéiros» Plutarco intendesse riferirsi genericamente ad una terra continentale; italica in questo caso. Il termine Epiro effettivamente nelle fonti di IV secolo a.C. (dalle quali Plutarco attinse) aveva anche il significato di «Continente»; il che non escluderebbe quindi l'alto Adriatico e il Polesine; εἰς τὸν Ἀδρίαν (eis tòn Adrian) dice lo storico di Cheronea nella Vita di Dione. A favore di questa soluzione del problema si schierò il grecista Felix Jacoby.
Secondo altri studiosi, però, sarebbe da preferire l'ipotesi di un esilio nella terra dei Molossi (parte d'Epiro), poiché in quel luogo sia Dionisio che il fratello Leptine (che secondo Diodoro Siculo venne esiliato insieme a Filisto) avevano solidi legami con il re epirota Alceta I; un tempo confinato dagli Spartani a Siracusa e rimesso sul trono proprio da Dionisio.
Non vi è accordo nemmeno sui motivi dell'esilio filistino: secondo Plutarco egli venne allontanato da Dionisio per questioni d'intrighi matrimoniali all'interno della famiglia reale; secondo Diodoro invece venne esiliato con Leptine perché il tiranno dopo l'affronto subito alle Olimpiadi fu colto da un profondo dolore che sfociò in uno stato di delirio, per cui iniziò a dubitare di tutti coloro che gli stavano vicino: alcuni li fece uccidere, altri li esiliò: tra questi vi era Filisto. Ma più probabilmente il motivo dell'esilio fu causato da una non velata contrarietà da parte sia di Leptine che di Filisto nei confronti della politica filo-barbarica di Dionisio; scrisse a tal proposito Nepote che l'ammiraglio siracusano era fedele alla tirannide ma non al tiranno, ossia non ne condivideva i metodi di governo.

## Contesto storico della Siracusa dionisiana
(Diodoro Siculo sui mercenari di Dionisio, XV, 70, 1.)

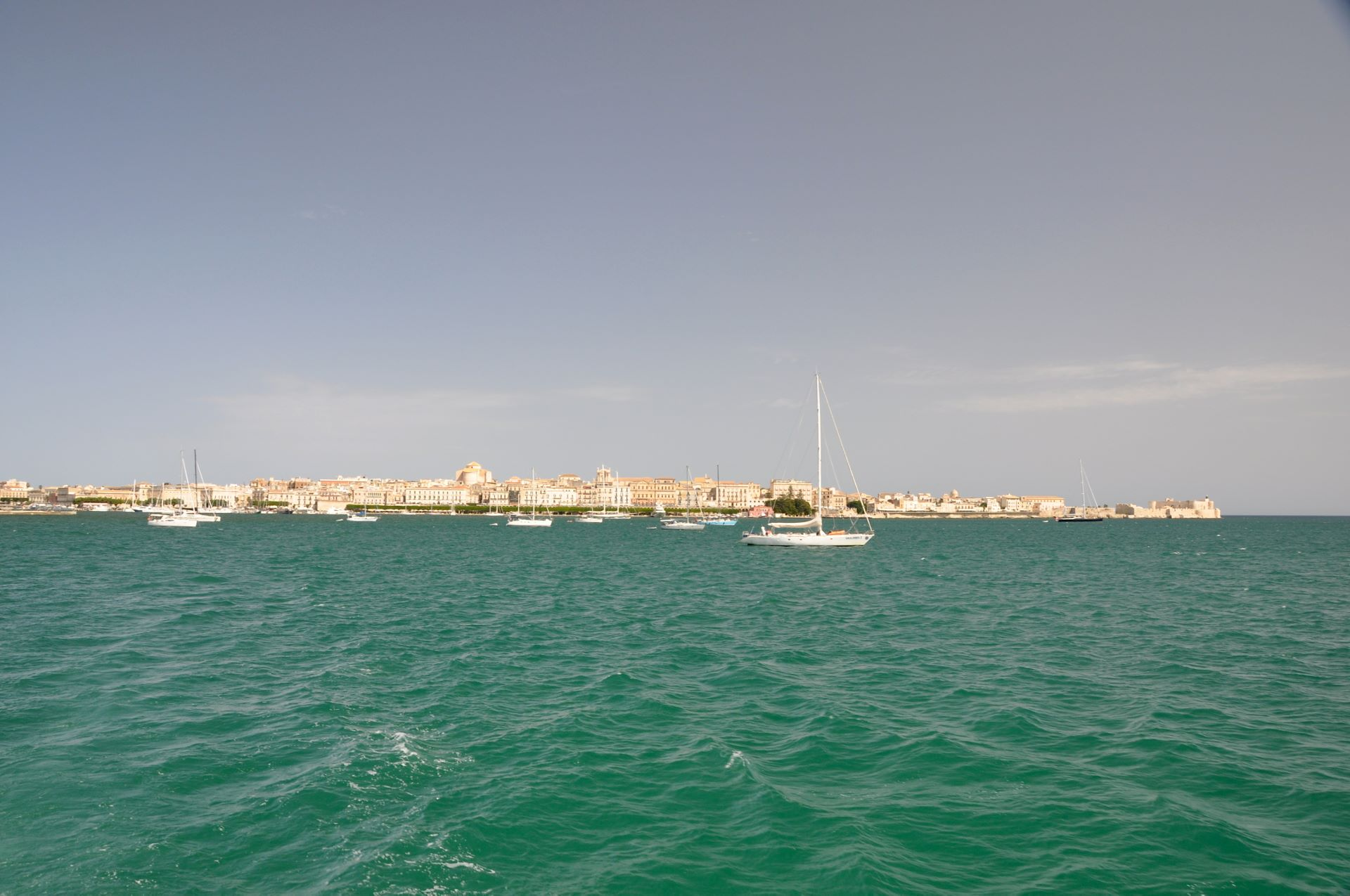
La città di Siracusa, che fu il fulcro della tirannide dionisiana, vista dall'odierno mar Ionio (antico mar Siculo)

Siracusa, fin dalla fine del V secolo a.C., grazie alla politica del Tiranno Dionisio I, era diventata la capitale dell'Arcontato di Sicilia che aveva unificato sotto il proprio controllo, in una vera e propria monarchia, tutta la Sicilia posta ad est del fiume Salso, inclusi pure i territori interni abitati dai Siculi. Il potente stato fondato da Dionisio I controllava altresì Reghion, Locri e l'estremità meridionale della Calabria. 
Dionisio I, da giovane, era stato un seguace di Ermocrate e, una volta conquistato il potere, concretizzò l'idea di unità nazionale dei popoli siciliani che lo stesso Ermocrate aveva sostenuto in occasione del Congresso di Gela del 424 a.C.. In detto congresso non erano presenti solo i Sicelioti, ma parteciparono anche i rappresentanti dei Sicani e dei Siculi. Questi ultimi, comandati da Ducezio, pochi decenni prima, avevano combattuto al fianco del Tiranno siracusano Trasibulo ed erano desiderosi di integrarsi ancora di più con i sicelioti.
Dionisio I può essere considerato un personaggio rivoluzionario per i suoi tempi; egli infatti fece di Siracusa il punto nevralgico di una nuova politica, molto più aperta nei confronti dei barbaroi. Una politica definita alle volte sfrontata e pericolosa. Non a caso, infatti, il tiranno attirò su di sé da parte del mondo greco critiche feroci alternate a grandi elogi.

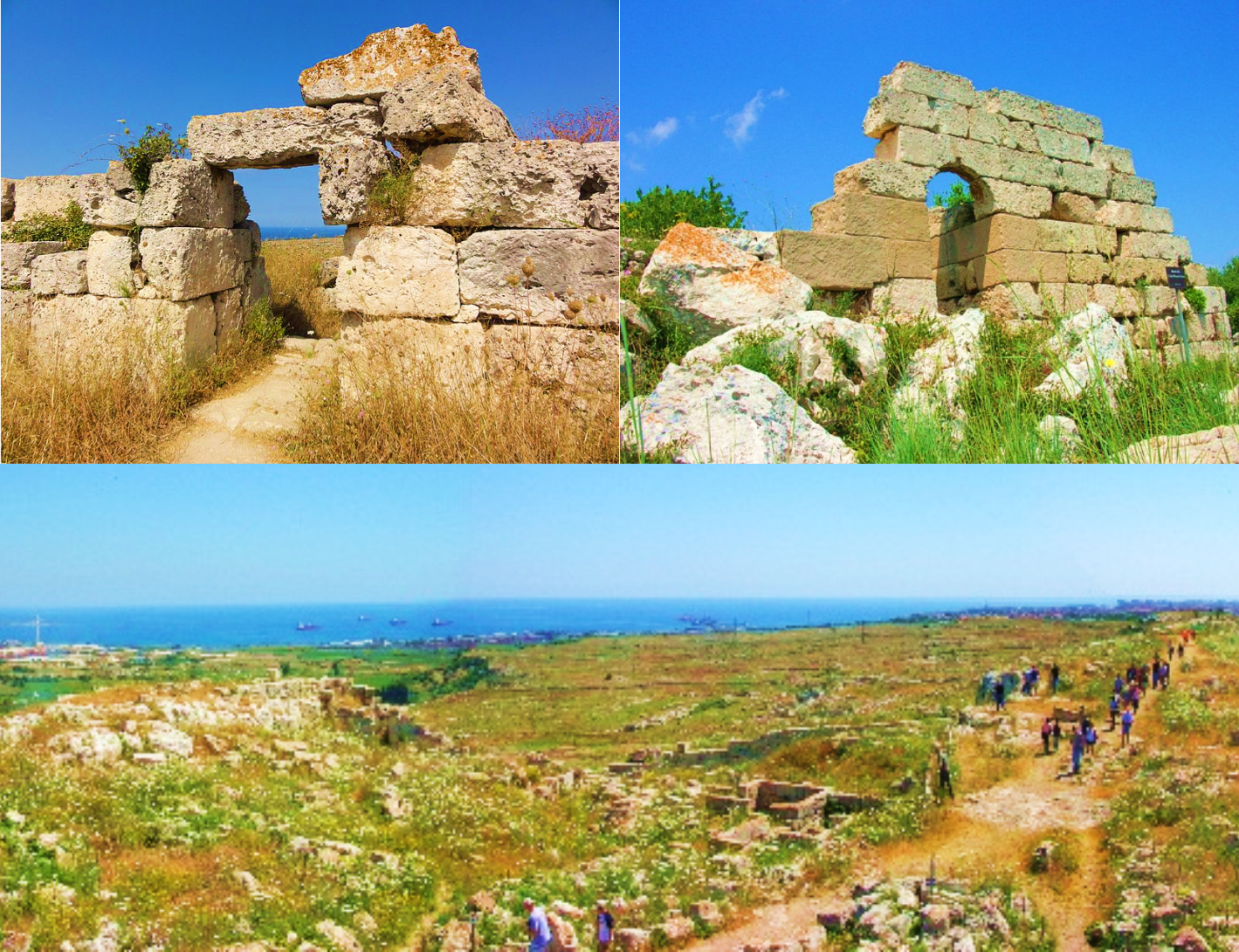
Il castello Eurialo di Siracusa e le mura che lo circondavano, fatto erigere da Dionisio I sulla strategica altura iblea dell'Epipoli

Fino ad allora la società greca era stata molto selettiva nei suoi rapporti: i Greci non potevano né dovevano mescolarsi con i Barbari, perché ciò avrebbe portato alla rovina delle città stesse. Tutto ruotava intorno alla polis e ai suoi abitanti di ethnos rigorosamente greco. Dionisio I di Siracusa incrinò definitivamente tale concetto.
Il Siceliota Dionisio I plasmò, per la prima volta, quello che diversi storici moderni hanno definito come lo Stato territoriale nella sua forma embrionale. E gettò le fondamenta di quello che poi sotto Alessandro Magno prenderà il nome di ellenismo (diffusione della civiltà greca tra i popoli anellenici).
In particolare Dionisio fu colui che fece conoscere e che condusse agli Elleni popoli come i Celti (dai quali discendevano le varie tribù galliche), gli Iberi e gli Oschi-Campani che, a parte i guerrieri d'oltralpe (la cui ascesa è strettamente connessa al Siracusano) erano stati impiegati precedentemente nell'esercito di Cartagine (l'unico che all'epoca aveva potuto vantare una considerevole multietnicità militare; status eguagliato in seguito dai tiranni di Siracusa).
Dionisio I, a differenza di tutti i suoi predecessori, non fu considerato un nemico degli indigeni: egli sollecitò alleanze con i Siculi e si occupò con il suo entourage di creare preziosi collegamenti mitici tra l'elemento siculo, che rappresentava la metà autoctona delle origini dei Siracusani, e l'elemento celtico; i nuovi, importanti, alleati del nord.

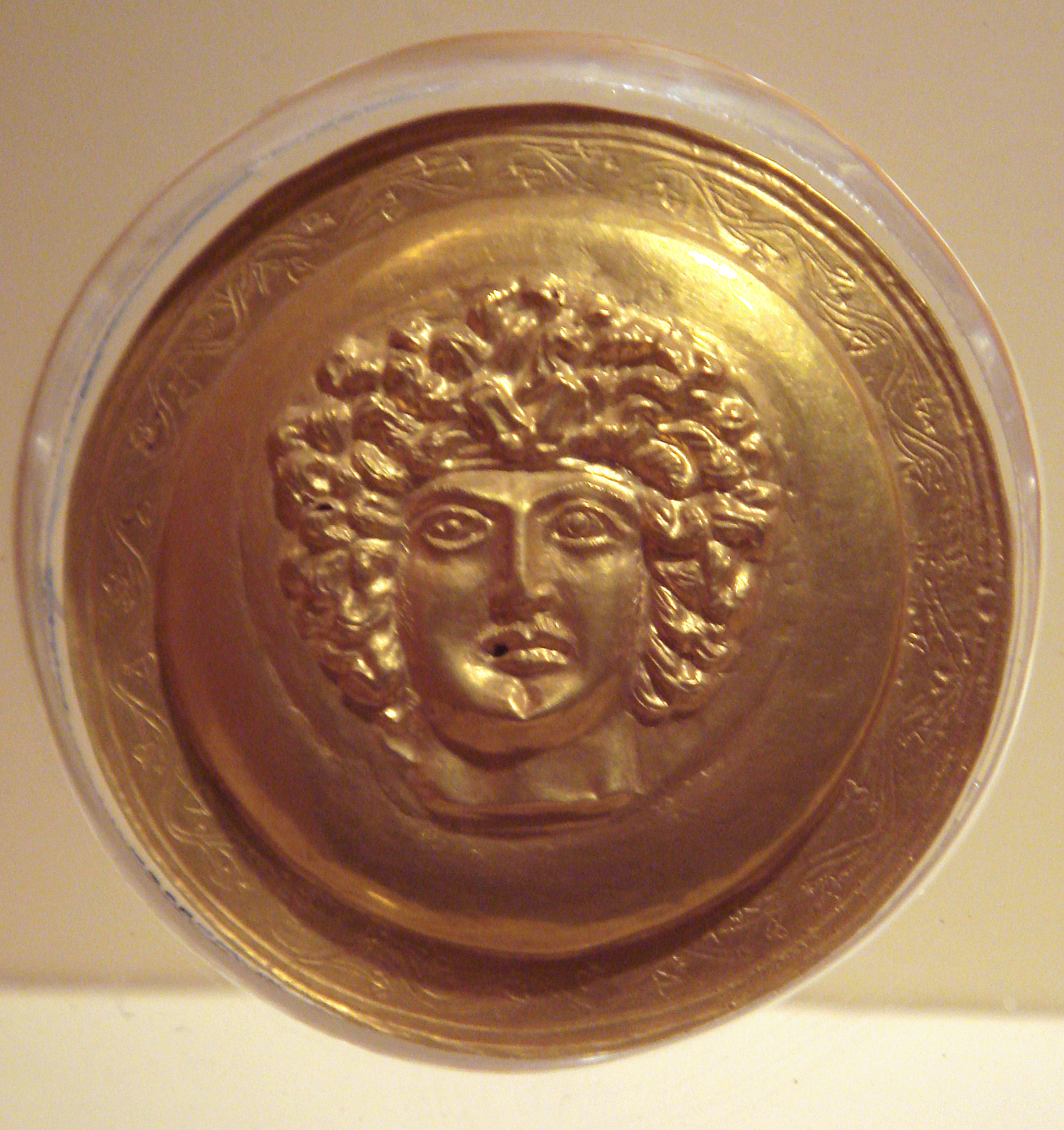
Il volto di un Gallo della Galazia: si notino i lunghi e folti capelli che li caratterizzavano (museo di Istanbul)

L'Occidente, nella sua totalità e non solamente nella sua parte greca, fu il principale interesse di Dionisio e ciò fu il tratto distintivo del suo longevo governo. Osserva a tal proposito lo storico moderno André Piganiol:
La vicinanza di Dionisio ai Barbari, essendo un fatto del tutto nuovo per i Greci, non piacque a molti e alcune delle persone più vicine al tiranno - come si suppone sia accaduto ai già citati Filisto e Leptine - vennero esiliate dal tiranno perché s'indisposero di fronte alla politica anti-ellenica e filo-barbarica del Siracusano. Platone ebbe parole che esprimevano grande preoccupazione per il futuro greco della Sicilia, messo in bilico a causa del largo spazio concesso da Dionisio agli ethnos anellenici.
E il delicato tema dell'apertura ai barbaroi ha certamente influito sulle critiche fortemente negative rivolte a Dionisio, appellato come il «filobarbaros», che vennero ricordate nella storiografia postuma. Scrive di Dionisio, ad esempio, Cicerone:
(Marco Tullio Cicerone su Dionisio I di Siracusa in Tusculanae disputationes, V, 22,63.)
L'ambizioso progetto del Siracusano, che in un certo qual modo precedette quello di Alessandro, non poté però svilupparsi nel pieno della sua forza: una quarta guerra contro Cartagine distolse Dionisio dalla sua colonizzazione nell'Adriatico e gli impedì di proseguire gli interessanti rapporti innescati con i Celti e con gli Iberi nell'Egeo. Dopo di ciò Dionisio I morì, lasciando lo scettro del potere al figlio, Dionisio II.

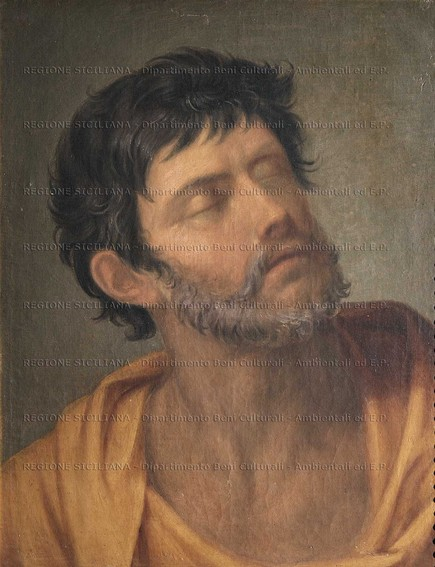
Il corinzio Timoleonte, ormai cieco (in un dipinto di Giuseppe Errante). Il nuovo signore di Siracusa che ebbe titolo di generale e l'epiteto di «liberatore»

Il giovane erede venne però preso dal tormento di dover scegliere se fosse il caso di continuare a seguire la strada indicata dal padre, oppure se fosse meglio eleggerne una nuova, poiché Platone, all'epoca ospite e maestro di Dionisio II, non contemplava un impero per un re-filosofo - ben che meno se questo dovesse essere ottenuto e mantenuto con l'uso della forza.
La Siracusa dionisiana giunse ad un punto di non ritorno quando Dione, appoggiato dall'Accademia di Platone, mise in crisi il governo del nipote (guerra civile di Siracusa del 357 a.C.). Attaccato infine anche dai Cartaginesi (assedio di Siracusa del 343 a.C.), vedendosi accerchiato, Dionisio II si arrese con i suoi mercenari e fu esiliato dal generale Timoleonte a Corinto. Con la fine dell'età dionisiana ebbe termine anche la frequentazione dei Siracusani in Adriatico, poiché il nuovo governo timoleonteo si disinteressò del tutto della politica espansionistica adriatica.

## Culti, miti adriatici e l'apporto dei Siracusani
(Miscellanea di studi sicelioti ed italioti in onore di Paolo Orsi in Archivio storico per la Sicilia orientale, vol. 16-17, 1921, p. 81.)
Si sostiene che dietro le trame di diversi miti adriatici (sia sulla sponda occidentale che in quella orientale) vi sia l'influenza dei Siracusani. Costoro, per tramite dei racconti resi noti dal loro generale, Filisto, avrebbero intrecciato la loro origine con quella delle popolazioni alto-adriatiche e della valle del Padus e inoltre avrebbero influenzato la cultualità di questi luoghi.
La presenza siracusana è particolarmente evidente nel mito più famoso che viene collocato nell'Eridano/Padus: narrano gli antichi che qui vi precipitò Fetonte, il figlio di Apollo, poiché volle imprudentemente guidare il carro del sole e non sapendolo padroneggiare finì con il bruciare la Terra e persino il cielo, dando origine alla Via Lattea e, secondo alcune versioni, anche al diluvio universale.
Dovette intervenire il Padre degli dei per fermare la folle corsa di Fetonte e salvare quel che restava del mondo all'epoca conosciuto. Colpito da un fulmine divino, il figlio del dio Sole precipitò nel fiume Po; qui lo piansero le tre ninfe sue sorelle, le Eliadi (ninfe delle paludi), le quali si mutarono in alberi di pioppo e fecero sgorgare dalla loro nuova forma fisica lacrime di ambra. A piangere Fetonte giunse anche il suo caro amico Cicno, re dei Liguri. Apollo, preso da compassione per il dolore del sovrano, lo tramutò in un cigno e in questo fiume l'animale poté rimanere per sempre.
L'apporto dei Siracusani può essere molteplice in questo mito: Nonno di Panopoli nel narrare il «mito caro ai Celti» asserisce che Fetonte era cresciuto in Sicilia (e si tenga inoltre presente che le ninfe Eliadi erano, secondo Omero, stanziate in Sicilia e che esse risultano particolarmente legate a Siracusa); il fruttuoso commercio dell'ambra, che copiosa si ritrovava nell'Eridano (la preziosa resina fossilizzata che nel mito fetonteo è palesata sotto forma di lacrima di ninfa e che i Siracusani già ben conoscevano, poiché, essa emergeva anche presso le sponde della Sicilia sud-orientale), era passato nel IV secolo a.C. in mano ai Greci di Siracusa.
Tra l'altro è qui, sul delta del Po, che si trovavano le isole ricolme di ambra chiamate Elettridi, formate da depositi alluvionali, sulle quali giunse l'architetto Dedalo (la sua presenza si collega ai tanti canali fluviali scavati e mantenuti nella valle, in prossimità delle isole, sia dagli Etruschi che dai Siracusani di Dionisio). Ma il passo del mito fetonteo dove si può chiaramente intravedere un collegamento con la mitologia filistina è quello di Cicno:
(Andrea Debiasi, Esiodo e l'Occidente, 2008, p. 159.)
La figura del Cicno compagno di Fetonte e re dei Liguri potrebbe essere stata sviluppata dalla corte dionisiana con l'aiuto delle tradizioni locali raccolte sul delta padano. A diversi studiosi moderni sembra infatti quantomeno anomala la presenza di questo re ligure che vive alla bocca dell'Eridano presso Adria, ma questo elemento (l'ethnos ligure nelle località costiere dell'Adriatico) appare invece naturale per i Siracusani, dato che secondo Filisto i Liguri erano Siculi, e i Siculi avevano nei tempi più antichi (come testimonia Plinio) colonizzato una vastissima area dell'Adriatico alto-occidentale (dal Piceno alla Gallia Cisalpina); si noti, ad esempio, che un altro re ligure, Cunaro (che regna sui Liguri insieme al figlio di Cicno), è localizzato presso il marchigiano monte Conero, il quale è stato interessato sia dalla presenza sicula (fondazione di Numana) e sia da quella siracusana (fondazione di Ancona).
Di fondamentale importanza in questa versione dei fatti è il collegamento con gli Iperborei: i Liguri sono, per Filisto, assimilabili con il popolo del Nord per antonomasia: con i Galli, con i Celti. E se lo sono i Liguri, lo sono anche i Siculi; si viene a creare in sostanza un legame fraterno con i Galli, molto conveniente per i Siracusani di Dionisio. Al riguardo risulta parecchio interessante una notizia, tradita da Servio Mario Onorato, dalla quale si apprende che su Pisa (detta in contesto dionisiano città ligure, mentre in altre fonti è ricordata come fondazione sicula) regnava il celto Piso, re degli Iperborei e figlio dell'Apollo iperboreo (e l'Apollo iperboreo è il protagonista di una diversa versione del mito fetonteo, elaborata dai Celti, che tocca da vicino i Sicelioti).

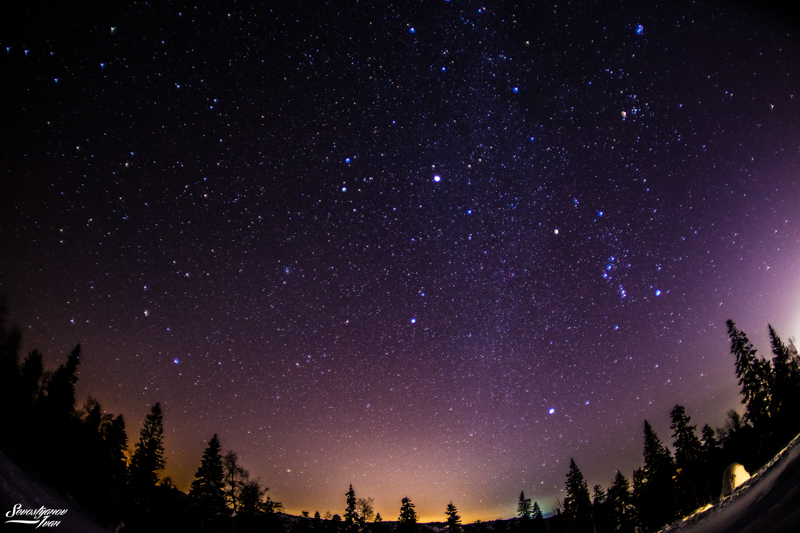
Le stelle dei Dioscuri sono riconoscibili in alto al centro (in verticale: Castore sopra, Polluce sotto), alla sinistra di Giove

Del resto, le intenzioni dei Siracusani emergono chiare da una genealogia, anch'essa probabilmente elaborata alla corte dionisiana, che attesta l'unione della ninfa siciliana Galatea con il ciclope Polifemo (che diventa la personificazione del tiranno Dionisio) e fa discendere da costoro Celto, Galata e Illiro, i quali andarono a governare rispettivamente l'Iperborea, le regioni galliche (che comprendevano l'alto-Adriatico) e l'Illiria; il tutto partendo dalla Sicilia, ovvero da Siracusa, dalla quale incominciò l'espansione dionisiana.
Un'altra importante impronta siracusana è visibile nella cultualità adriatica per i Dioscuri: i figli di Zeus che avevano il compito di proteggere la navigazione degli antichi marinai e indicare loro la via giusta da seguire: Orazio li ricorda come «frates Helenae, lucida sidera» (fratelli di Elena, stelle luminose).
In Adriatico i Tìndaridi, (figli di Tindaro), Castore e Polluce, risultano venerati presso la foce del Timavo (ma anche più su: erano le divinità maggiormente venerate dai Celti), nella laguna veneta, alla foce del Po, presso Ancona (e anche nell'area del Conero), a Issa e nelle Isole Tremiti (che pur trovandosi nel basso-Adriatico, nella zona del Gargano, sono in questa cultualità proiettate nell'alto-Adriatico); la peculiarità è che si tratta dei medesimi luoghi nei quali si fermarono i Siracusani, e costoro avevano in patria un radicato culto per i Dioscuri: già i Dinomenidi, Gelone I e Ierone I vennero accostati ai due fratelli gemelli, trionfatori, e in seguito Dionisio I palesò con grandiosità questo culto fondando con i Messeni la città di Tindari (così chiamata in onore di Castore e Polluce); le prime monete di questa polis esibivano il volto di Elena insieme a quello dei suoi fratelli e sulle prime monete di Ancona venivano effigiate due stelle a otto raggi per simboleggiare i Dioscuri.
In entrambe le sponde dell'Adriatico il culto di Afrodite appare ben radicato (come ad Ancona, dove sorgeva un importante tempio di Afrodite). Il culto per questa dea ha un particolare richiamo a Siracusa:
(Braccesi, Rossignoli, Hesperia, 2000, p. 252.)
I Siracusani esportarono tre tipi di culti afrodisiaci: uno per Afrodite Callipigia (si veda ad esempio la romanizzazione in Venere Callipigia), un altro per Afrodite Akraia (il quale a sua volta deriva probabilmente da quello per l'Akraia corinzia) e un altro ancora per l'Afrodite Baiotis (ΑΦροδίτη Βαιῶτις); epiteto legato prettamente all'Afrodite di Siracusa, ma presente anche nelle aree di sua influenza: si sostiene che Ierone I abbia fatto radicare nella città di Baia (sita nei Campi Flegrei della Campania) il culto per questa dea e che da qui i Siracusani diedero il nome di Βαιῶτις al culto per la loro Afrodite e poiché nell'antichità è stato dimostrato che i termini Baia e Boia erano intercambiabili, si sostiene inoltre che, grazie ai rapporti filo-celtici di Dionisio I, questo epiteto si sia legato anche ai Galli dell'Adriatico, dando origine alla tribù dei Galli Boi. Sarebbe da attribuire all'operato dionisiano in alto-Adriatico anche la fondazione della città apula, in area dauna, chiamata Venosa (Venusiam), ma anche Afrodisia, che la leggenda, tramandata da Servio Danielino, vuole fondata da Diomede con gente gallica venuta da Nord: come testimonia Siculo Flacco, infatti, Diomede (in realtà Dionisio di Siracusa) aveva prelevato i Galli dal Nord e li aveva fatti insediare in Apulia. La Venosa/Afrodisia potrebbe quindi essere una delle tante città fondate per volere di Dionisio tramite i Galli dell'alto-Adriatico; probabilmente Veneti, dato il doppio significato del nome Venosa e dato che per i Siracusani l'origine dei Veneti (al principio detti Enetoi) non era in Asia minore ma bensì nella Gallia dei Celti, oltre le Alpi.
Diversi altri miti parlano della presenza siracusana in questi luoghi: dal mito del già citato Diomede, l'eroe civilizzatore dell'intero Adriatico che nel IV secolo a.C. divenne «ipostasi di Dionisio», a quello di Gerione nel padovano, legato alle sorgenti sulfuree dei vulcanici colli Euganei, che si collega in maniera specifica al culto siciliano di Agira per la medesima divinità ctonia.
(Accademia galileiana di scienze, lettere ed arti, Atti e memorie della R. Accademia patavina, vol. 33-36, 1917, p. 231.)